# آنا كيرستين أنشر
آنا كيرستين بروندوم (بالدنماركية: Anna Kirstine Brøndum) (ولدت في 18 أغسطس 1859 في سكاجين، وتوفيت في 15 أبريل 1935 في سكاجين) كانت رسامة دنماركية أنطباعية. تعتبر الوحيدة في الجيل الأول من رسامي سكاجين الذين ولدوا ونشأوا في سكاجين. كونها ابنة مضيف فندق، فقد تواصلت مع الزوار، الفنانون على وجه الخصوص. خلال سنوات مراهقتها، بدأ الرسامون البحريون الدنماركيون والنرويجي بالقدوم إلى سكاجين، وبهذه الطريقة اختبرت لوحاتهم. لقد تلقت آنا تنشئة ثقافية برجوازية، ولم تحبط الأسرة شغفها بالفنون البصرية كونها فتاة. كان مايكل أنشر أحد الفنانين الذين قابلتهم في سكاجين، وتزوجته في عيد ميلادها الحادي والعشرين. أعطى الزواج آنا الفرصة لتتكشف قدرتها الفنية. نظرًا لقدراتها كرسامة بشرية وملونة أنطباعية، تُعتبر آنا أنشر واحدة من أعظم الشخصيات في الرسم الدنماركي وواحدة من أهم الرسامين الانطباعيين في الفن. وغالبًا ما مثلت لوحاتها الفن الدنماركي في الخارج.

## الحياة والوظيفة

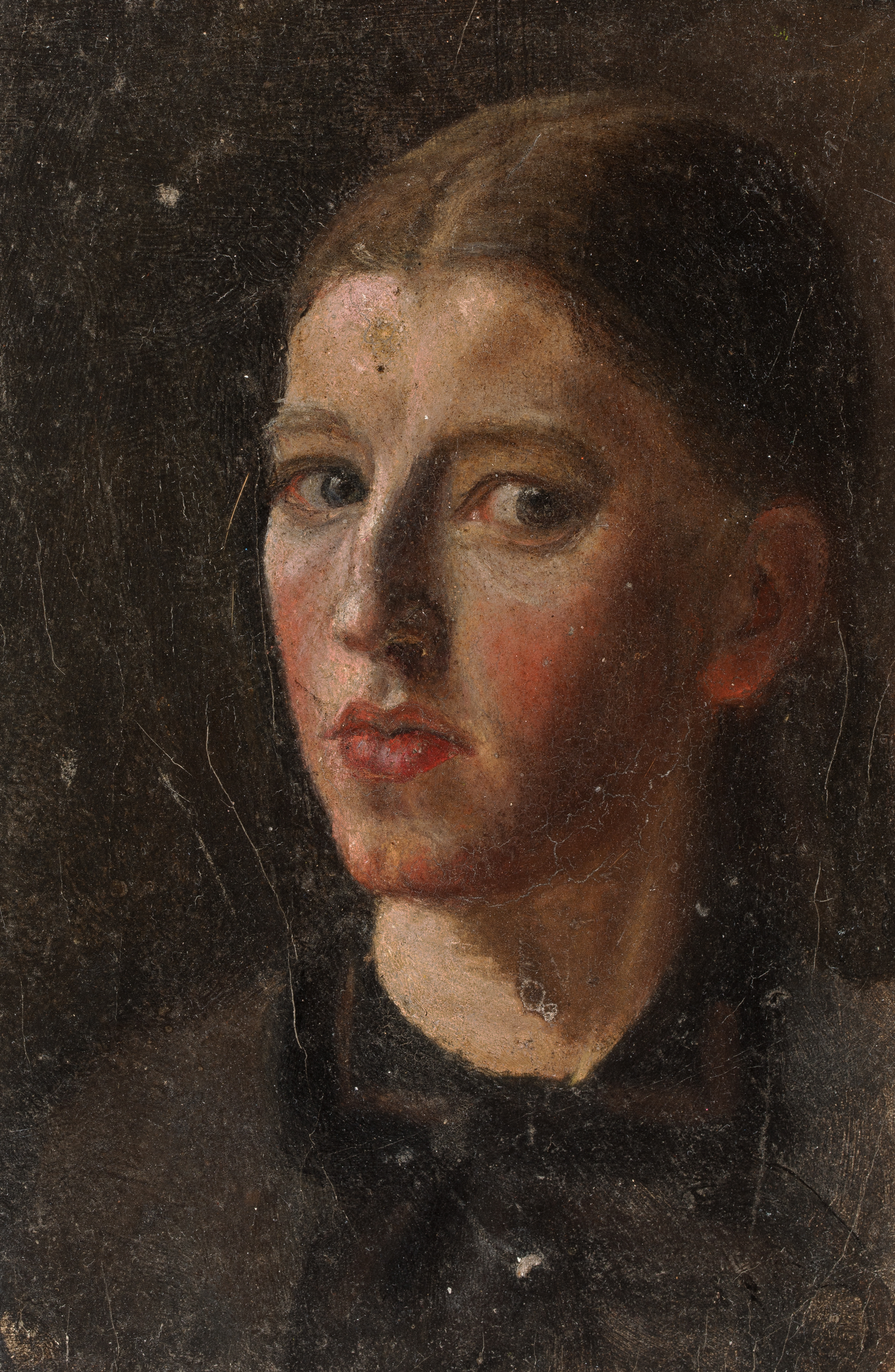
آنا أنشر ، صورة ذاتية ، حوالي 1877-1878

كانت آنا أنشر ابنة التاجر إريك أندرسن بروندوم (الذي كان يمتلك فندق بروندوم) وآن هيدفيغ مولر. واحدة من أكثر الحكايات التي تم إعادة سردها حول قدرات آنا الفطرية كفنانة هي "ولدت آنا في نفس اليوم الذي ولد فيه الكاتب العظيم لتلك الفترة، هانس كريستيان أندرسن. لهذا السبب اعتقدت الأم أنه يجب أن تكون آنا موهوبة بقدرات فنية خاصة "لكن ربنا رأى حسن نيتى، وقد كافأها بإعطاء الطفل الذي تم تسريع ولادته في ظل هذه الظروف الغريبة، أعطاها موهبة الفن. " 
كانت هي الخامسة من بين مجموعة من ستة أشقاء. كان الفندق لعدة سنوات مكانًا لتجمع رسامي سكاجين، وهنا في عام 1874 التقت آنا بالرسام مايكل أنشر، الذي تزوجته في عيد ميلادها الحادي والعشرين في عام 1880. في عام 1883 رزقا بابنة هيلجا أنشر. درست آنا لمدة ثلاثة فصول شتاء في مدرسة الرسم والتصوير الخاصة بالنساء في كوبنهاغن. بصفتها امرأة، كان من المفترض أن تتمكن من الوصول إلى الأكاديمية الملكية الدنماركية للفنون الجميلة، لذلك كان الخيار الوحيد هو الحصول على دروس خاصة. ذهبت لاحقًا إلى باريس ودرست مع بيير بوفيس دي شافان ومع ماري تريبكي، التي تزوجت لاحقًا ببيدير كروير.
في صيف عام 1879 ، تمت زيارة سكاجين من قبل العديد من الفنانين الاسكندنافيين الذين سمعوا أن سكاجين كانت المكان المثالي لتجربة الصور الخارجية بسبب الطبيعة الفريدة والحياة البسيطة البعيده عن المدينة الكبيرة. ومن بين هؤلاء الفنانين النرويجيين كريستيان كروغ وفريتس ثاولو. كان من المقرر أن يثبت كريستيان كروغ أيضًا أن له تأثيرًا على التطور الفني لآنا أنشر.

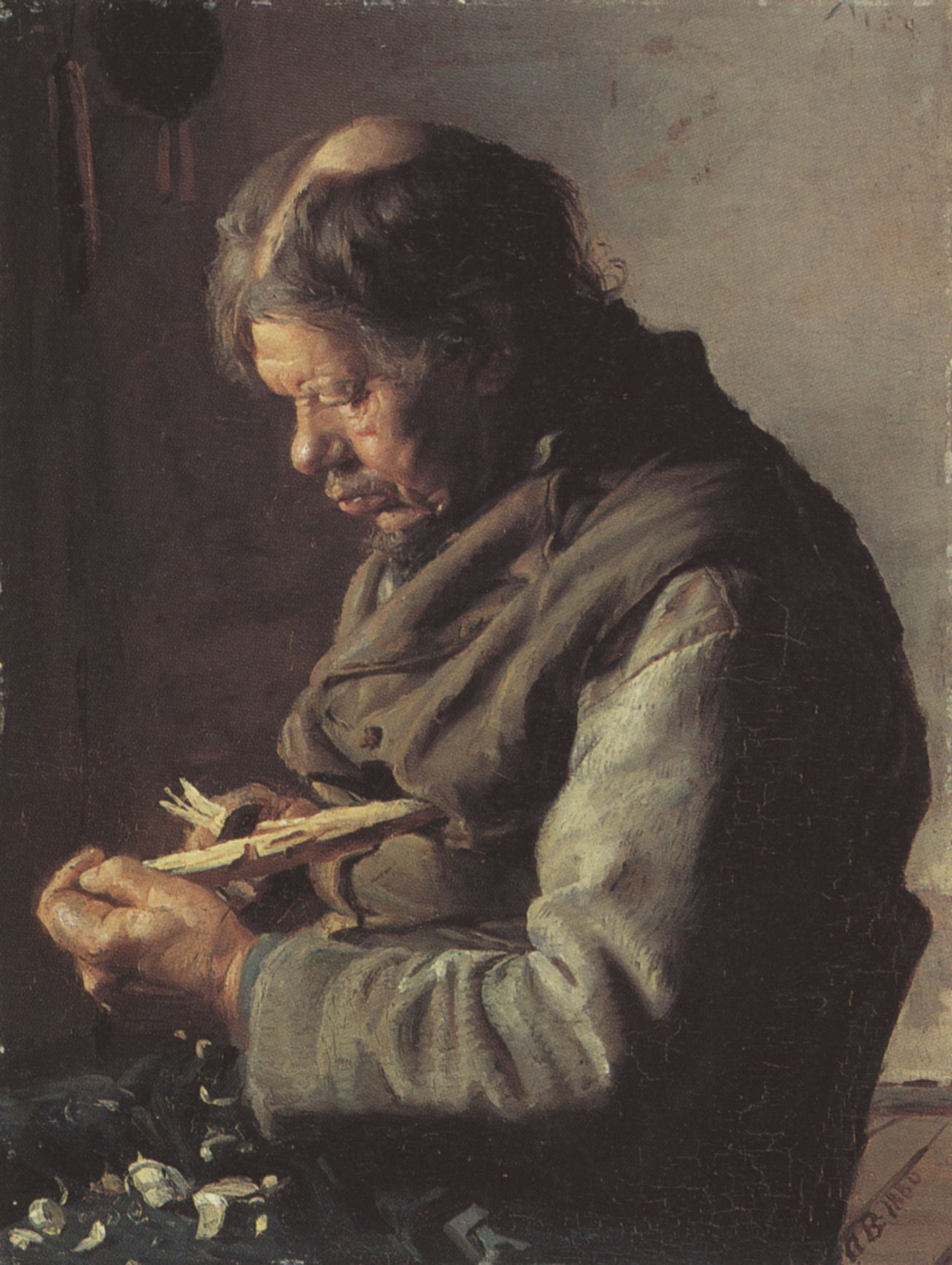
رجل عجوز يقطع العصي بريشة آنا أنشر 1880

آن الزرقاء (والدة الفنانة) بريشة آنا أنشر 1882

في عام 1880 ، ظهرت آنا أنشر لأول مرة في قصر شارلوتنبورغ مع لوحة «رجل عجوز يقطع العصي» 1880 ، وهو عمل فني كانت الواقعية فيه أقوى مما كانت عليه حتى الآن في الرسم المعاصر. في الصيف التالي في أوائل ثمانينيات القرن التاسع عشر، جاء المزيد والمزيد من الفنانين إلى سكاجين من أجل الرسم في الهواء الطلق، وتم إنشاء طفرة في الرسم الاسكندنافي في مجتمع كانت آنا أنشر طرفًا مهمًا فيه، مع أعمال مثل «آن الزرقاء» 1882 ولوحة «الخادمة في المطبخ» 1885.

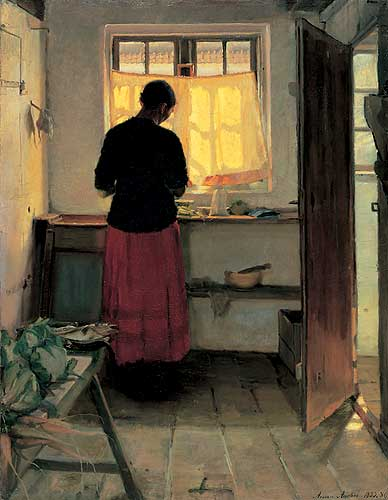
الخادمة في المطبخ بريشة آنا أنشر 1883

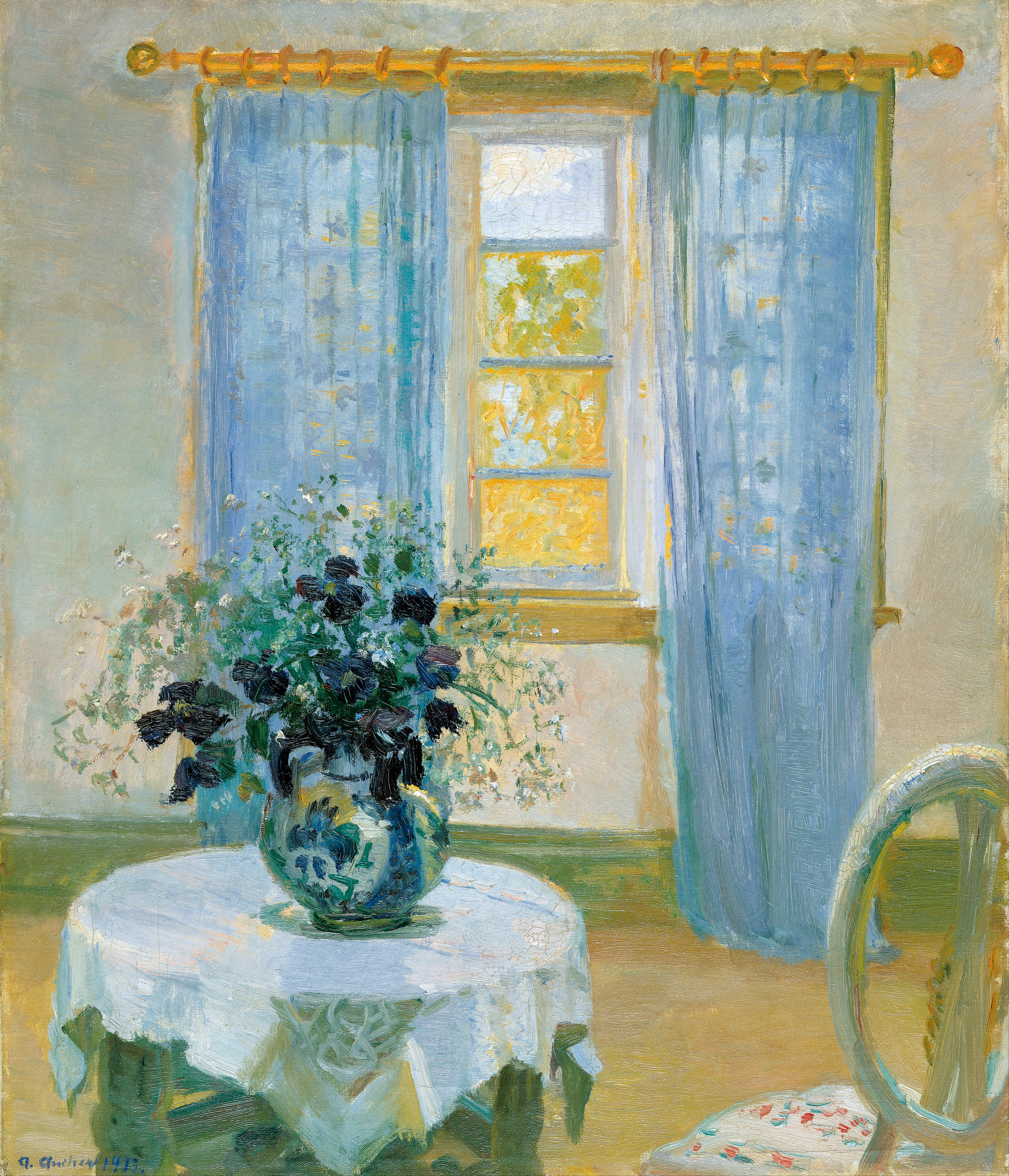
ياسمين في الداخل بريشة آنا أنشر 1913.

كان آنا أنشر مهتمه بالرسم الهولندي في القرن السابع عشر، حيث يجد المرء أيضًا العديد من المشاهد الداخلية التي تصور فيها آنا أنشر الفضاء تمامًا دون الإشارة إلى أي شيء بالخارج. حقيقة أن آنا أنشر ولدت في سكاجبو أعطتها تواصلًا أسهل مع السكان المحليين، والذي كان أيضًا دافعها الأساسي. كانت مشغولة للغاية في استكشاف الضوء والظل، كما رأينا في الداخل مع لوحة «ياسمين في البر» 1913.

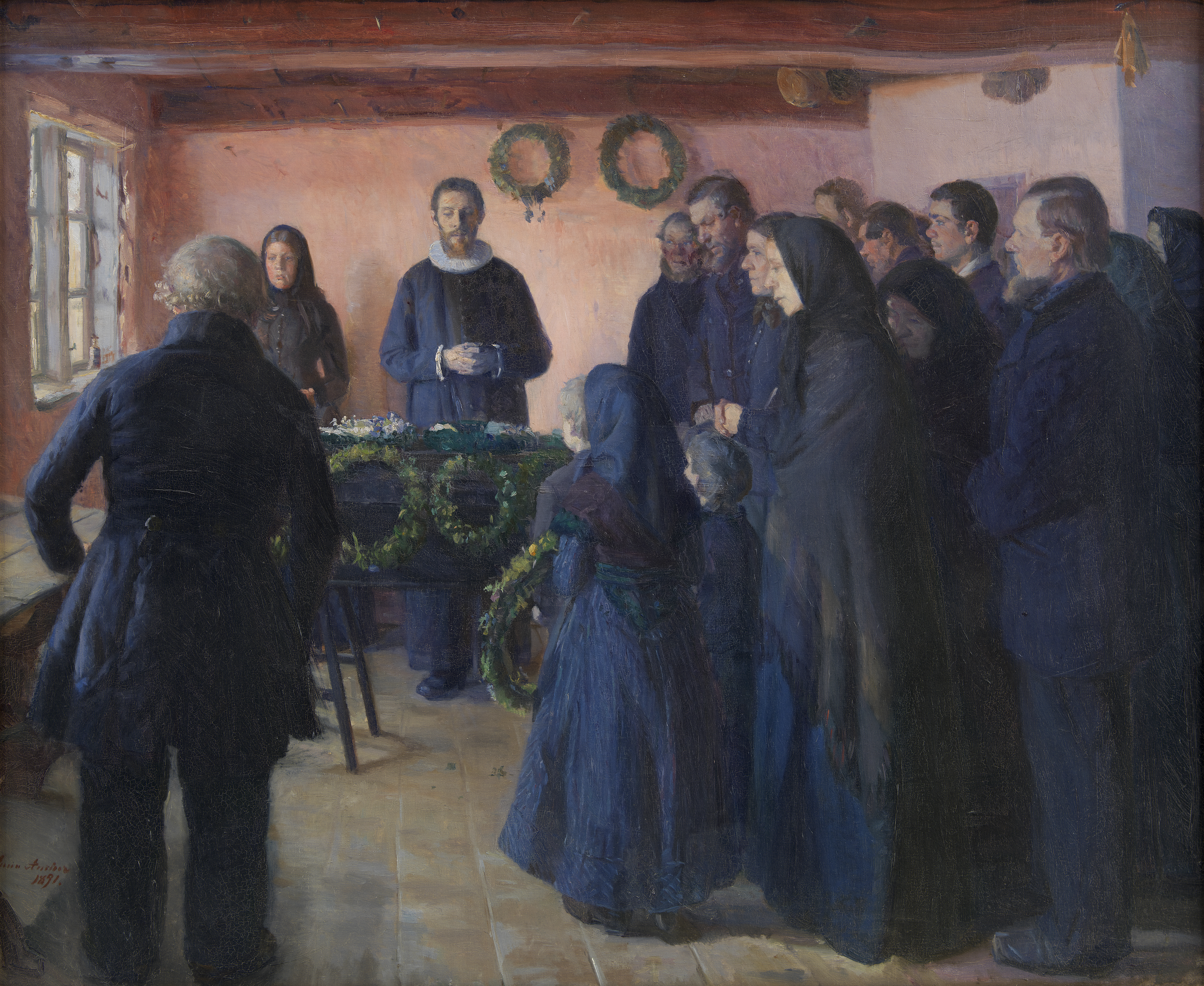
جنازة بريشة آنا أنشر 1891

بعد إقامة لمدة ستة أشهر في باريس، شرعت أيضًا في حل المهام الأكبر بتكوين أكثر تعقيدًا، مثل لوحة «جنازة» من عام 1891. صورت أول صورة معرض لها، زوجان عجوزان في طريقهما إلى المنزل من كنيسة سكاجين (1878) بعد عدة سنوات، حضرت جنازة ستاين وجمعت انطباعاتها في لوحة جنازة؛ تحفة في إنتاجها. كما هو الحال في معظم صور آنا أنشر الأخرى، لا أحد هنا يحاول التواصل بالعين. لذلك يمكن للمرء أن يبحث في المكان عن غير قصد ويسمح لنفسه بأن يأسر الهدوء التأملي. تمتلئ غرفة المعيشة ذات السقف المنخفض بالضوء، مما يسمح لـ أنشر بإظهار إتقانه اللوني في اجتماع الألوان المزرقة والوردي والأخضر.
كان حظ آنا أنشر نادرًا (للنساء من جيلها) للاستمتاع باحترام الوسط الفني - ليس فقط مع زوجها، ولكن أيضًا مع الرسامين الآخرين. سافرت مع زوجها (من بين أمور أخرى إلى فيينا 1882 وباريس 1885 و1889)، وعرضت بانتظام، وغالبًا ما مثلت لوحاتها الفن الدنماركي في الخارج، من بين أمور أخرى. أقيمت معارض في الولايات المتحدة في عامي 2013 و2018. تلقت عمومًا دعاية أكثر من معظم الفنانات الأخريات في تلك الفترة، سواء في المجلات الفنية أو في الصحف. من ناحية أخرى، غالبًا ما وجدت نفسها تتم مراجعتها مع زوجها وبعض المراجعين، على سبيل المثال هولجر دراخمان (شاعر وكاتب مسرحي ورسام دنماركي)، كان يشير إليها باسم «السيدة». بالإضافة إلى ذلك، تم تسليط الضوء عليها كفنانة وبالتالي كان يعتقد أنها تمتلك حساسية خاصة. في زمن آنا أنشر، كان هذا التعيين غالبًا تعبيرًا عنها باستخدام طباشير الباستيل، أو تفضيل الأشكال الصغيرة أو صنع الأعمال الفنية بألوان متناغمة بشكل خاص. وبالمثل، تم استخدام «المؤنث» لتفسير سبب تعاطفها بشكل خاص مع تصويرها لأهل سكاجين.
في عام 1904 ، حصلت آنا أنشر على ميدالية إكرسبيرج، في عام 1913 ، ومنحة السفر عام 1924. حتى وفاتها، عرضت ما مجموعه 54 مرة في قصر شارلوتنبورغ. يمكن رؤية العديد من لوحاتها في متحف سكاجين في كوبنهاغن.

## دائرة الأسلوب والعزر

### آنا كرسامة انطباعية
تعتبر آنا أنشر، جنبًا إلى جنب مع بيدير كروير، واحدة من أهم الرسامين الانطباعيين في الفن الدنماركي. هكذا يكتب مؤرخ الفن الدنماركي بيتر نورجارد لارسن عن أسلوب آنا الانطباعي: «ولكن على عكس ارتباط الانطباعيين الفرنسيين بالحياة الحديثة حول المدينة، فإن لوحات آنا مرسومة من المحيط الطبيعي الحديث فبدلاً من ذلك، تكون محمومة وعابرة ولحظية، وهي سمة مميزة للانطباعية».

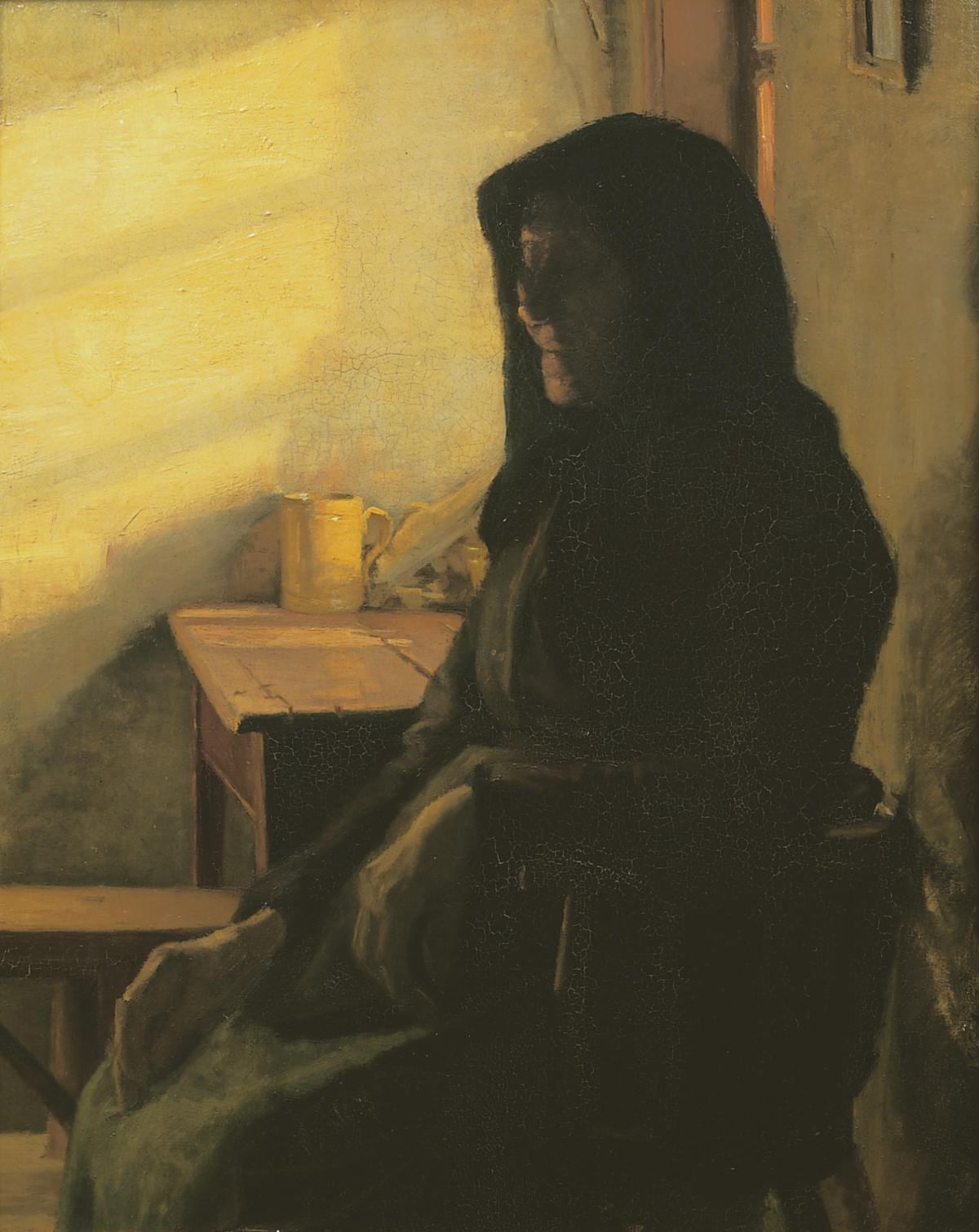
امرأة عمياء في غرفتها بريشة آنا أنشر 1883

تُعرف آنا أنشر اليوم بأنها رسامة الضوء وأشعة الشمس وباعتبارها رسامة ملونة مستوحاة من الانطباعية، كانت الألوان والضوء هي العنصر الأساسي للوحاتها. كتب الرسام الدنماركي المعاصر كارل مادسن عن آنا: «كانت آنا أنشر أول من فهم كيفية التقاط شعاع الشمس في الفن الدنماركي. عندما تركتها تتألق في غرف المعيشة الفقيرة، حيث كانت امرأة عمياء جالسة بمفردها، اكتسبت الصور مزاجها الكئيب». ومع ذلك، كان هناك جانب آخر وأكثر جدية لـ آنا أنشر حيث يلعب محتوى الصور دورًا رئيسيًا. كما لو أنها تقول هذا ما تدور حوله حياة المرأة - حيث تشكلت في زمن آنا أنشر، ولكن أيضًا فهمت حياة المرأة بشكل عام وعالمي في زمن غاب هذه الامر عن عقول الكثير.

### تصوير النساء
غالبًا ما تصور لوحات آنا أنشر عالم النساء. لقد رسمت العديد من النساء - أكثر بكثير من الرجال - وغالبًا ما تكون هؤلاء النساء بمفردهن. الفكرة النموذجية لآنا أنشر هي شخصية أنثى عزباء في داخل غرفة - منشغلة بنشاط هادئ أو ببساطة مدروسة ومنطوية. الانطوائية هي سمة مميزة جدًا لشخصيات آنا أنشر النسائية: يتم توجيه الانتباه إلى عالمهن الداخلي، والذي يكون مخفيًا عن العارض؛ يكاد لا يكون هناك اتصال بالعين مع المشاهد، حيث تنظر النساء إلى أسفل أو تغلق أعينهن أو تدير ظهورهن. وبهذه الطريقة، فإن العلاقة الحميمة والصمت في لوحات أنشر تجذب أوجه تتشابه مع فن المزاج لـ فيلهلم هامرشوي. يمكن للمرء التحدث عن تعليق السرد والتركيز بدلاً من ذلك على الشكل الرسمي حول التكوين والشكل في الفضاء وما إلى ذلك. من مساعي النساء في صور أنشر وهامرشوي، هي كوننا لا نعرف شيئًا عن حالة المرسل أو المستلم. لا أحد يحاول إجراء اتصال بالعين وغالبًا ما يتم توجيه الظهر إلى المشاهد.

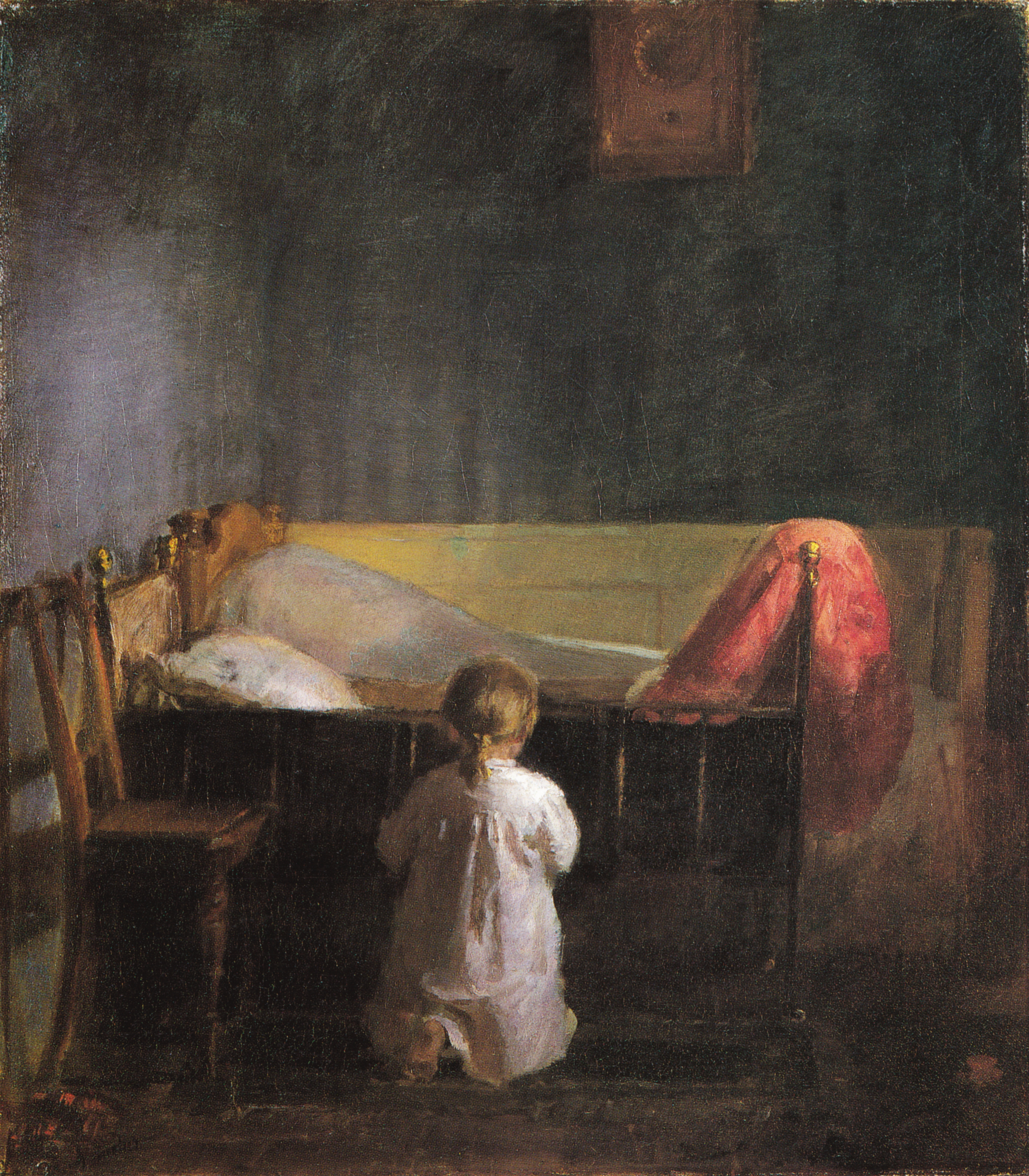
صلاة المساء بريشة آنا أنشر 1888

كما تذكرنا دائرة الزخارف الخاصة بها بصور فيجو جوهانسن لزوجته مارثا (ابنة عم آنا أنشر) وأطفالهم. كتبت آنا أنشر حول لوحة «صلاة المساء» 1888 في رسالة إلى الزوجين جوهانسن: «إنه فقط لكونه لون قصدت شيئًا بذلك». في هذا البيان قد يكمن أيضًا جوهر فهم إنتاج لوحتها. خلال زيارتها لباريس مع مايكل أنشر في 1888-1889 ، أبهرها الفن الانطباعي إدوارد مانيه وفنانين فرنسيين آخرين. من بين رسامي سكاجين، قامت آنا بتطبيق أفضل الطرق لفكرة الانطباعية عن الضوء باعتباره الفكرة الحقيقية لفن الرسم.
من السمات الرائعة لأشكال آنا أنشر أنها توضع في الداخل. هنا تختلف عن رسامي سكاجين (الذكور) الآخرين، الذين غالبًا ما يرسمون في الهواء الطلق. قاموا برسم الصيادين على الشاطئ والبحر والكثبان وإطلالة على سكاجين. من خلال زخارفها الداخلية، تتواصل آنا أنشر بشكل وثيق مع الفنانات الأخريات في ذلك الوقت، اللواتي فضلن فقط رسم البيئة الحميمة - غرف المعيشة في المنزل مع الأطفال أو الأخوات أو الأمهات أو الخادمات كنماذج.

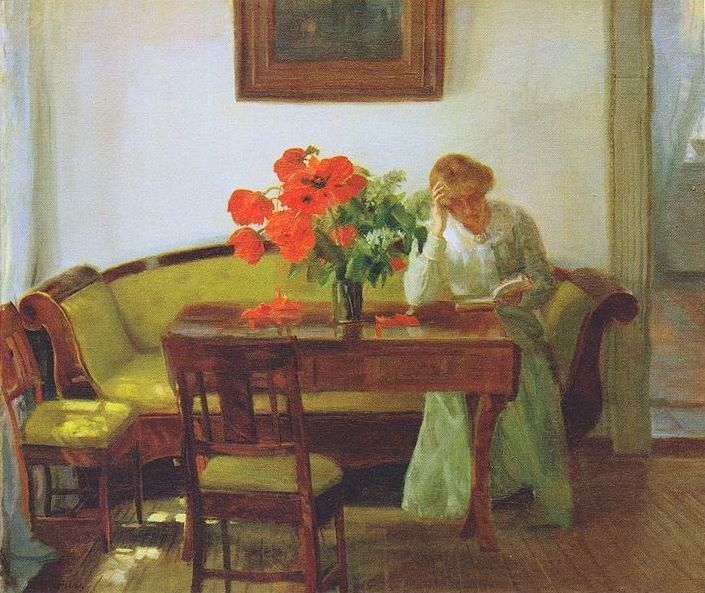
منظر داخلي مع خشخاش ومرأة تقرأ كتاب بريشة آنا أنشر 1905

كان هناك عدة أسباب لهذه الاختيارات، المنزل مع الأطفال وتدبير شؤون المنزل كان من اختصاص المرأة ومسؤوليتها. هذا هو المكان الذي مكثوا فيه، لذا كانت الدوافع من هنا في متناول اليد. في القرن التاسع عشر، لم يكن من المحبب أن تسافر النساء، ولا سيما نساء البرجوازية، في الأماكن العامة دون مرافقة الذكور - ولا حتى الرسم. وهكذا كانت النساء مقيدين بالمنزل؛ وكذلك من خلال الاعتماد الاقتصادي على الأزواج أو العائلات، حيث لم يكن من المناسب ولا الشائع أن تعمل بنات وزوجات البرجوازية في مهنة. لذلك، كانت فرصهم التعليمية محدودة للغاية أيضًا - فالنساء، على سبيل المثال، لم يكن بإمكانهن الوصول إلى أكاديمية الفنون في وقت آنا أنشر. كان لهذا تأثير على اختيارهم للعنصر والنموذج الفني لعملهن، وبهذه الطريقة، على عكس الرجال، لم يتم تدريبهم عادةً على أداء المشاهد التصويرية الضخمة، ومن الأمثلة على ذلك صور الصيد الكبيرة لزوجها لمايكل أنشر.
يمكن تصنيف الشخصيات والنماذج الخاصة بآنا أنشر إلى مجموعتين: هما الشابات البرجوازيات وزوجات الصيادين. يتم التعرف على المجموعة الأولى (النساء البرجوازيات) من خلال الفساتين الطويلة المرنة، ذات الأكمام الطويلة وربما. مع زخارف من الدانتيل وتصفيفات شعرهم وشخصياتهم ذات الخصر النحيف الملحوظ، يقيمون في مساحات يمكن وصفها بأنها أنثوية؛ المساحات التي تعكس أنوثتهم. هذه الغرف مطلية بألوان زاهية وفاتحة، وتتميز بالتأمل الهادئ، وغالبًا ما تتم مقارنة الشخصيات النسائية بالورود. في كثير من الأحيان يمكن للمرء أن يلاحظ ميل الأزهار إلى استبدال النساء تدريجيًا - كما هو الحال في لوحة «ياسمين في الداخل» - وفي النهاية تختفي الأزهار، وتبقى المساحة الأنثوية النقية فقط. 

### الحياة الدينية في سكاجين

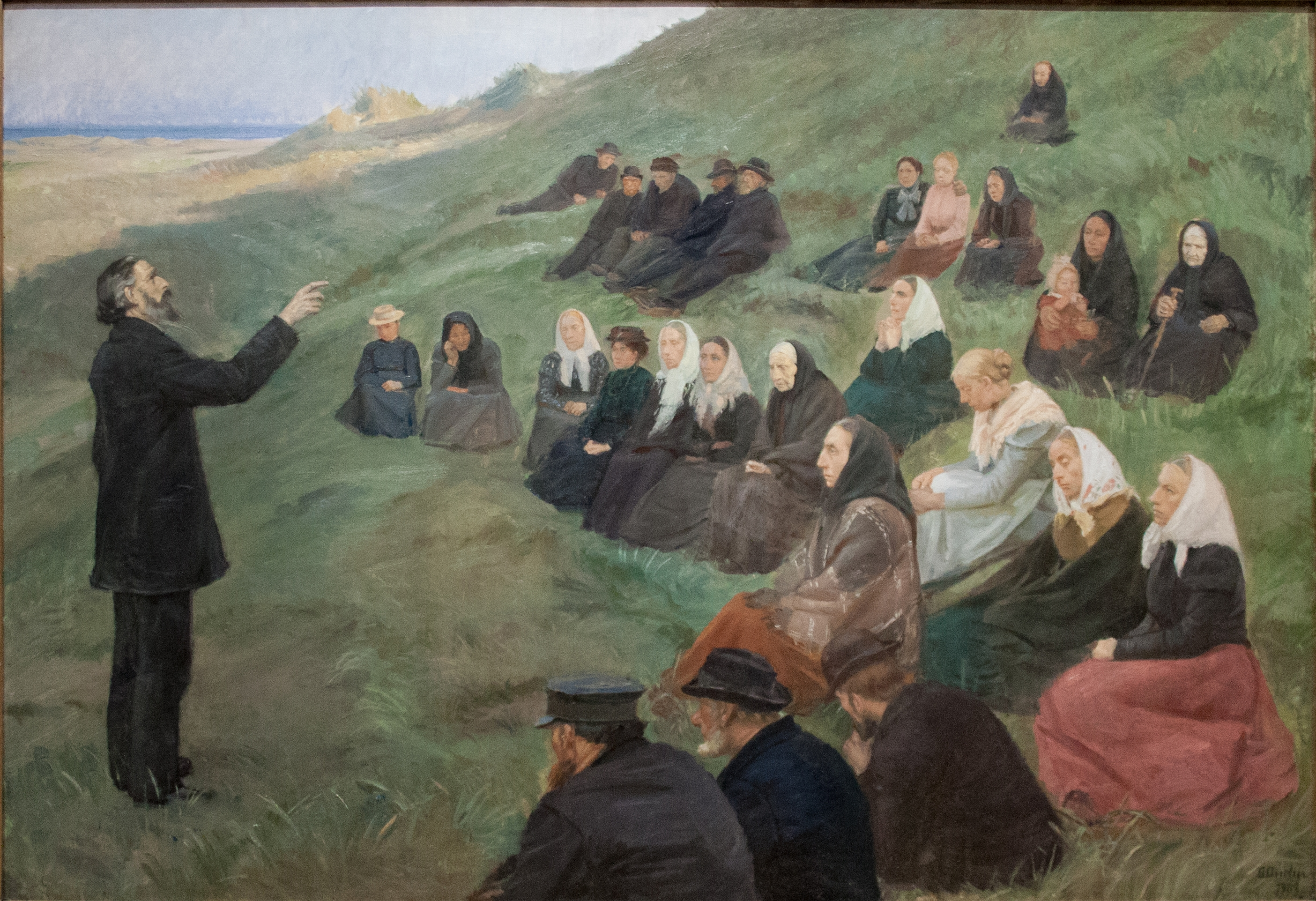
مراسيم ميدانية بريشة آنا أنشر 1903

المجموعة الثانية من الشخصيات النسائية لآنا أنشر، هن زوجات الصيادين، تتميز في المقام الأول بأغطية الرأس - أبيض أو أسود حسب ما إذا كانت أرامل أم لا. غالبًا ما ترتبط بالعنصر الديني في لوحات آنا أنشر: النساء في الكنيسة أو في اجتماعات البعثة - على سبيل المثال فتاة صغيرة أثناء الخدمة في كنيسة سكاجين واجتماع إرسالي. في حوالي عام 1900 ، كان لدى جمعية الكنيسة للإرسالية الداخلية في الدنمارك موطئ قدم قوي بين سكان سكاجين الصيادين - وخاصة بين النساء. يمكن للمرء أن يقول على نطاق واسع أنه بينما ذهب الرجال إلى النزل، لجأت النساء إلى الكنيسة كراحة ودعم في حياتهن الصعبة والمقتصدة في كثير من الأحيان.
بصفتها رسامة سكاجين الوحيدة، صورت آنا أنشر الحياة الدينية في سكاجين. ربما لأنه، كما ذكرنا سابقًا، كان إلى حد كبير عالمًا من النساء، لكن الأسباب الشخصية ربما لعبت أيضًا دورًا هنا. بالإضافة إلى كونها امرأة واحدة في مستعمرة الفنانين الرجال، كانت أيضًا الرسامة الوحيدة التي ولدت ونشأت في سكاجين. كانت والدة آنا أنشر وأخواتها متدينين. لقد تأثروا بشدة بالرسالة الداخلية، وعندما كانت طفلة، كانت آنا أنشر مع والدتها لقراءة الكتاب المقدس ولاجتماعات الصلاة. وقفت حياتها البالغة - كرسامة وعضو في مستعمرة الفنانين - على النقيض من هذه التنشئة الدينية. كان الفنانون في الغالب من المفكرين الأحرار والملحدين وقادوا أحيانًا حياة بوهيمية فضفاضة (في نظر أهل سكاجين).

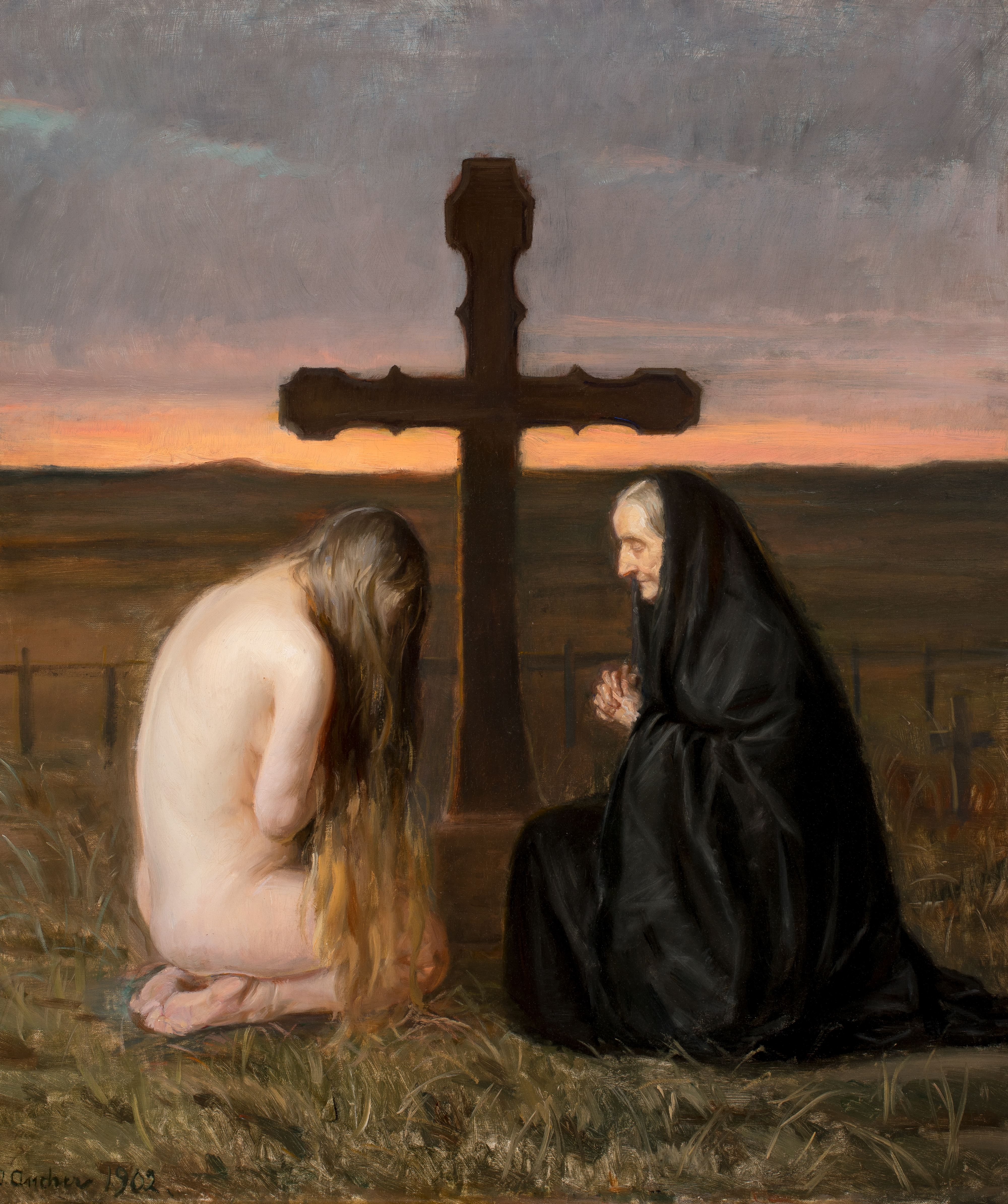
الحزن بريشة آنا أنشر 1902

من المتصور أن آنا أنشر قد شعرت بنوع غير واعي من الانقسام بين العالمين - الطفولة مع العائلة والدين تجاه حياة البالغين في مستعمرة الفنانين. ربما يكون هذا الانقسام هو الذي تم التعبير عنه في لوحتها الرمزية «الحزن» 1902 ، حيث صورت نفسها عارية على أحد جانبي صليب ووالدتها تطوي يديها في وضعية صلاة على الجانب الآخر. كما صورت آنا أنشر نفسها هنا، تظهر على أنها ماري مجدلين كلاسيكية، يتم تصويرها في الصور الدينية القديمة على أنها الخاطيء التائب، جالسًا عاريًا عند قدم الصليب ووجهه مخفي بشعره الطويل.

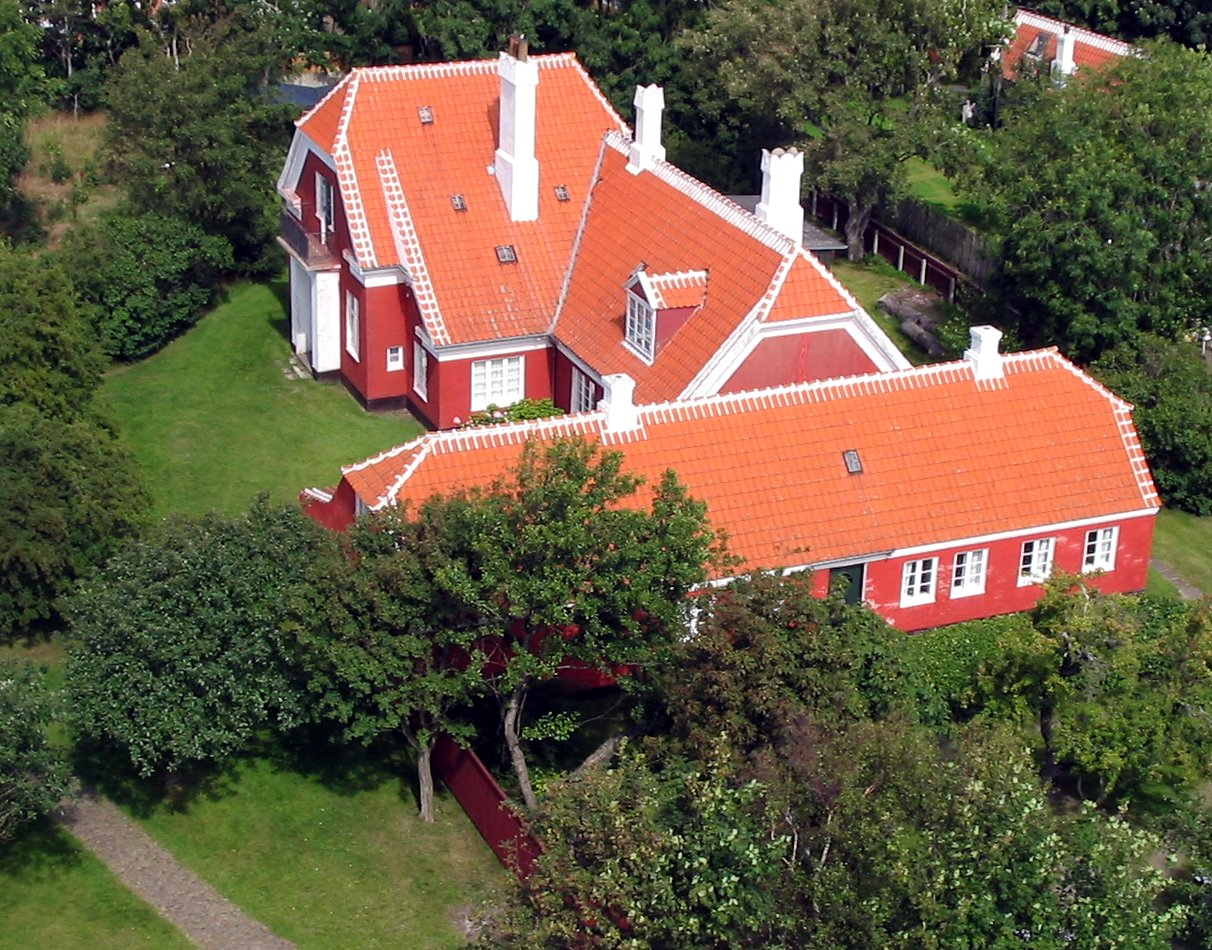
منزل عائلة أنشر والذي تحول ألى متحف سنة 1964

### منزل عائلة أنشر
آنا ومايكل أنشر في عام 1884 ، بعد ولادة الابنة هيلجا، منزل في ماركفي في سكاجين. بعد العيش هناك لمدة 30 عامًا، تم توسيع المنزل إلى الشمال وفقًا لرسومات المهندس المعماري أولريك بليسنر مع المبنى بني استوديو (تم بناؤه عام 1913) كان متصلاً بالمنزل الأصلي بمبنى وسيط. بعد وفاة مايكل أنشر عام 1927 وآنا أنشر عام 1935 ، ظل المنزل غير مأهول. بعد وفاة هيلجا أنشر في عام 1964 ، تم ترميم اللوحات والمحتويات، وافتتح المنزل كمتحف في عام 1967 مع ممتلكات الأسرة، عرض فيه حوالي 250 عملاً فنياً مختلفاً.

### آنا ومايكل أنشر على الأوراق النقدية الدنماركية
يمكن رؤية آنا ومايكل أنشر في مقدمة الورقة الدنماركية فئة 1000 كرونة، والتي تم إرسالها للتداول في 25 نوفمبر 2004 ، ولكن تم استبدالها لاحقًا. على الجزء الأمامي من الورقة النقدية كانت هناك صورة مزدوجة لآنا ومايكل تستند إلى لوحتين لبيدير سيفيرين كروير من عام 1884. هاتان اللوحتان جزء من إفريز بورتريه على الجدران في قاعة الطعام في فندق بروندوم في متحف سكاجين.

## معرض الصور

بورترية
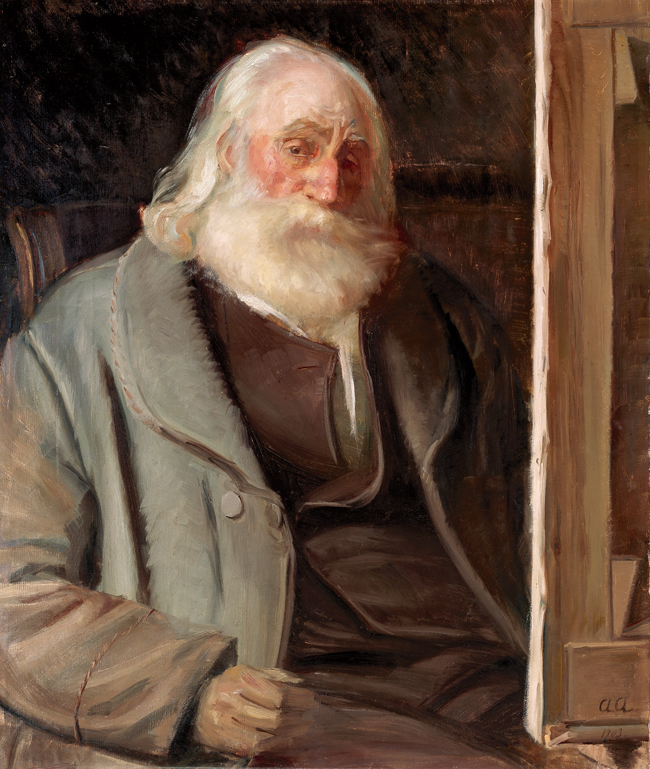
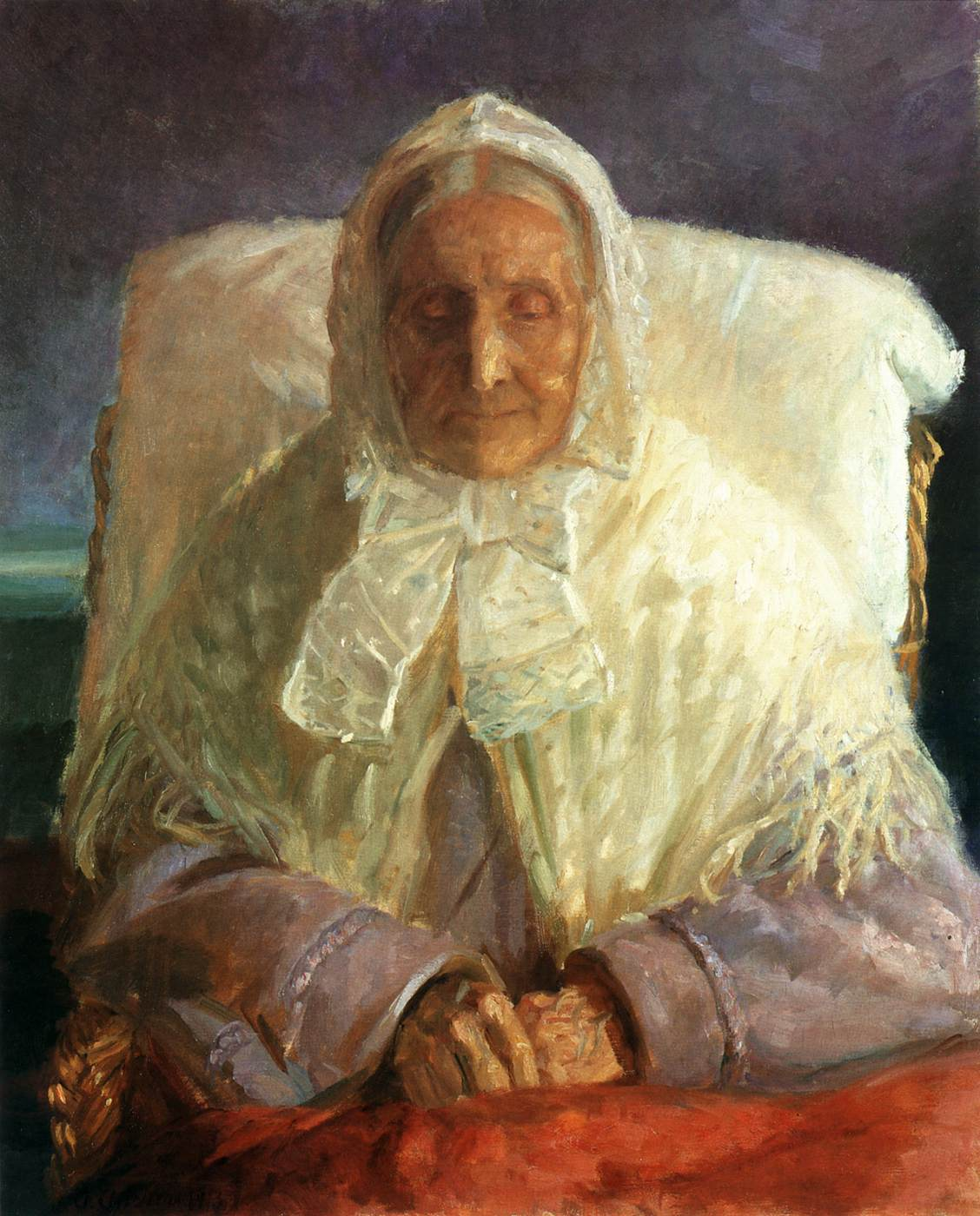
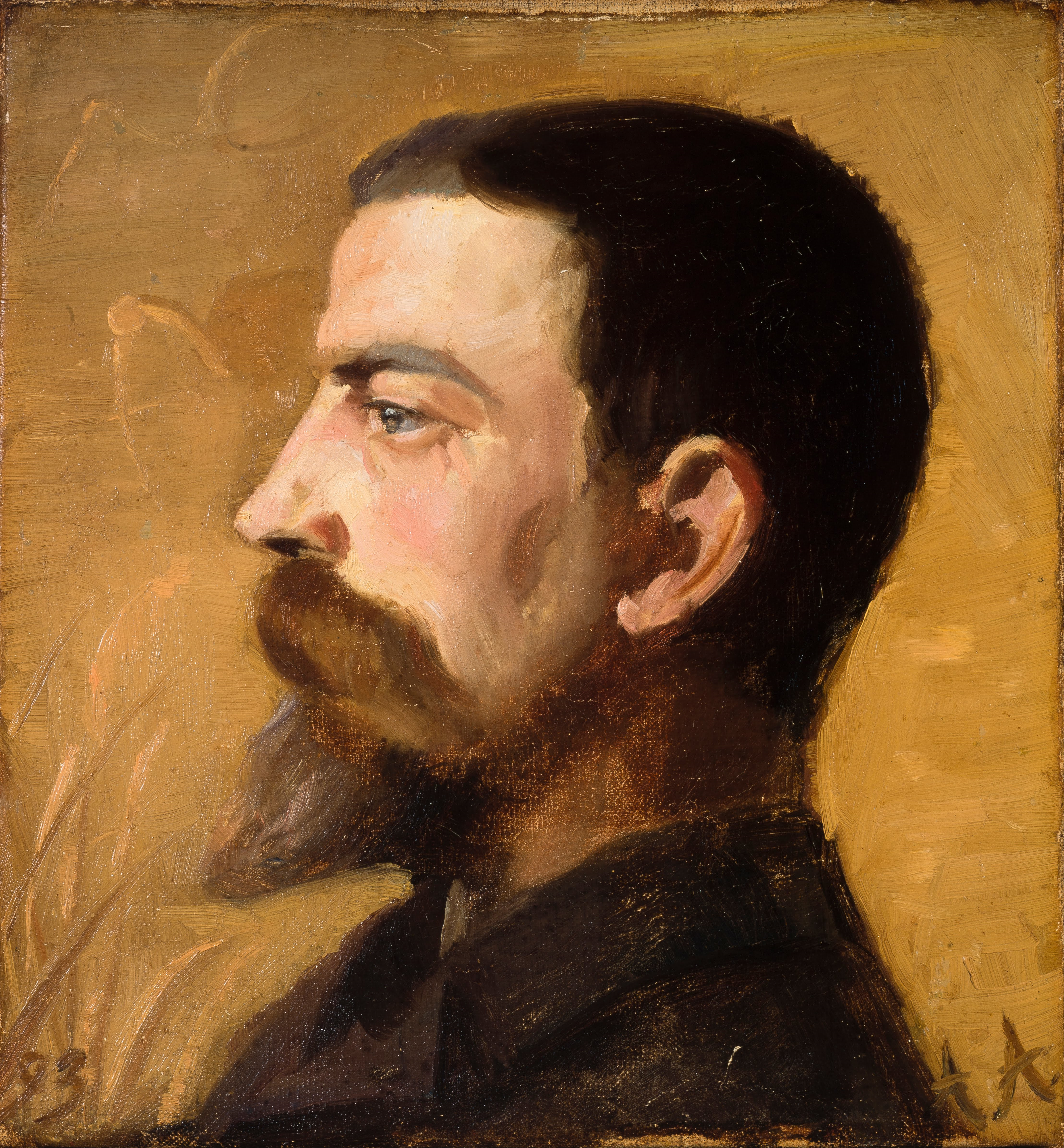
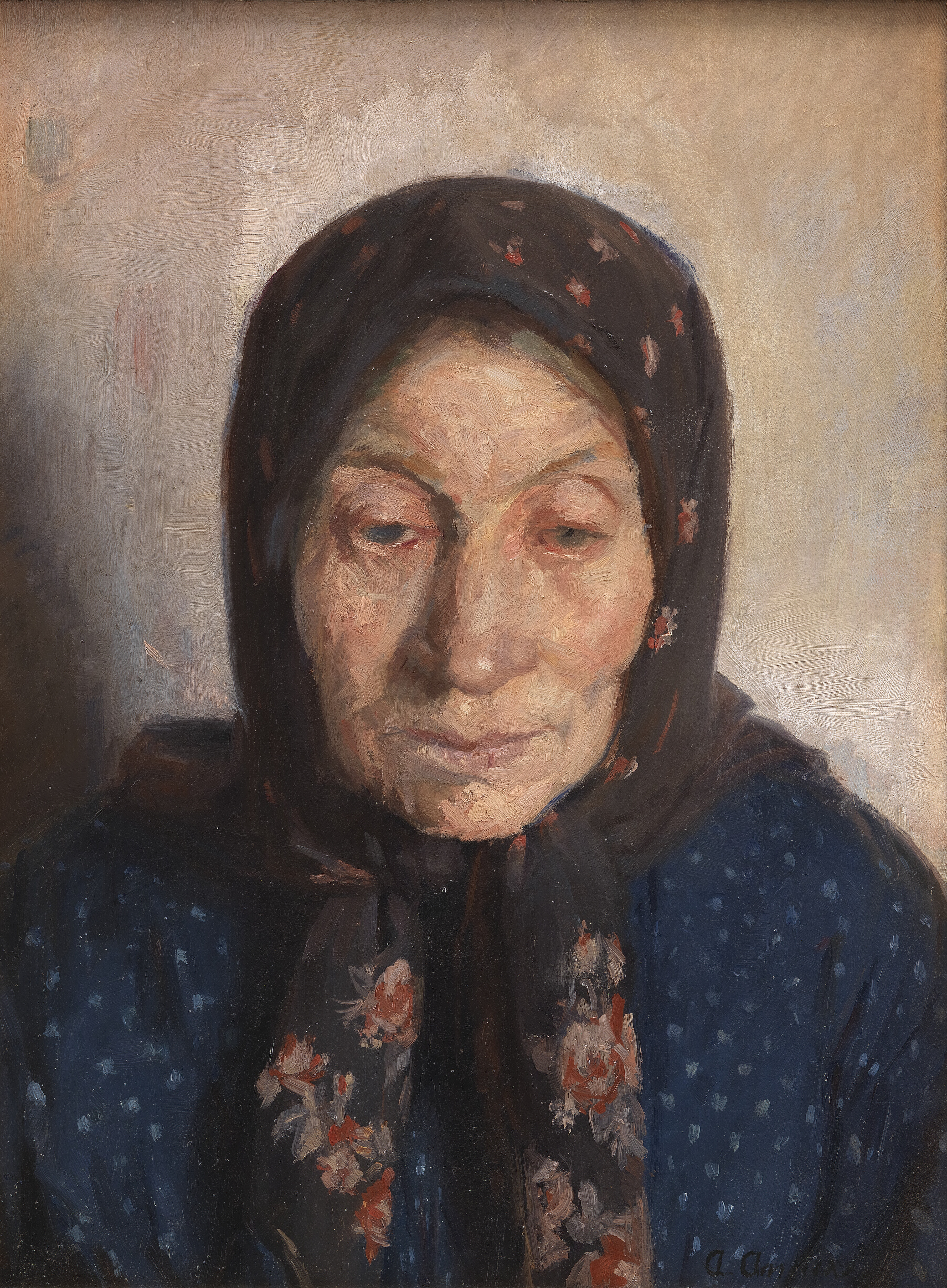
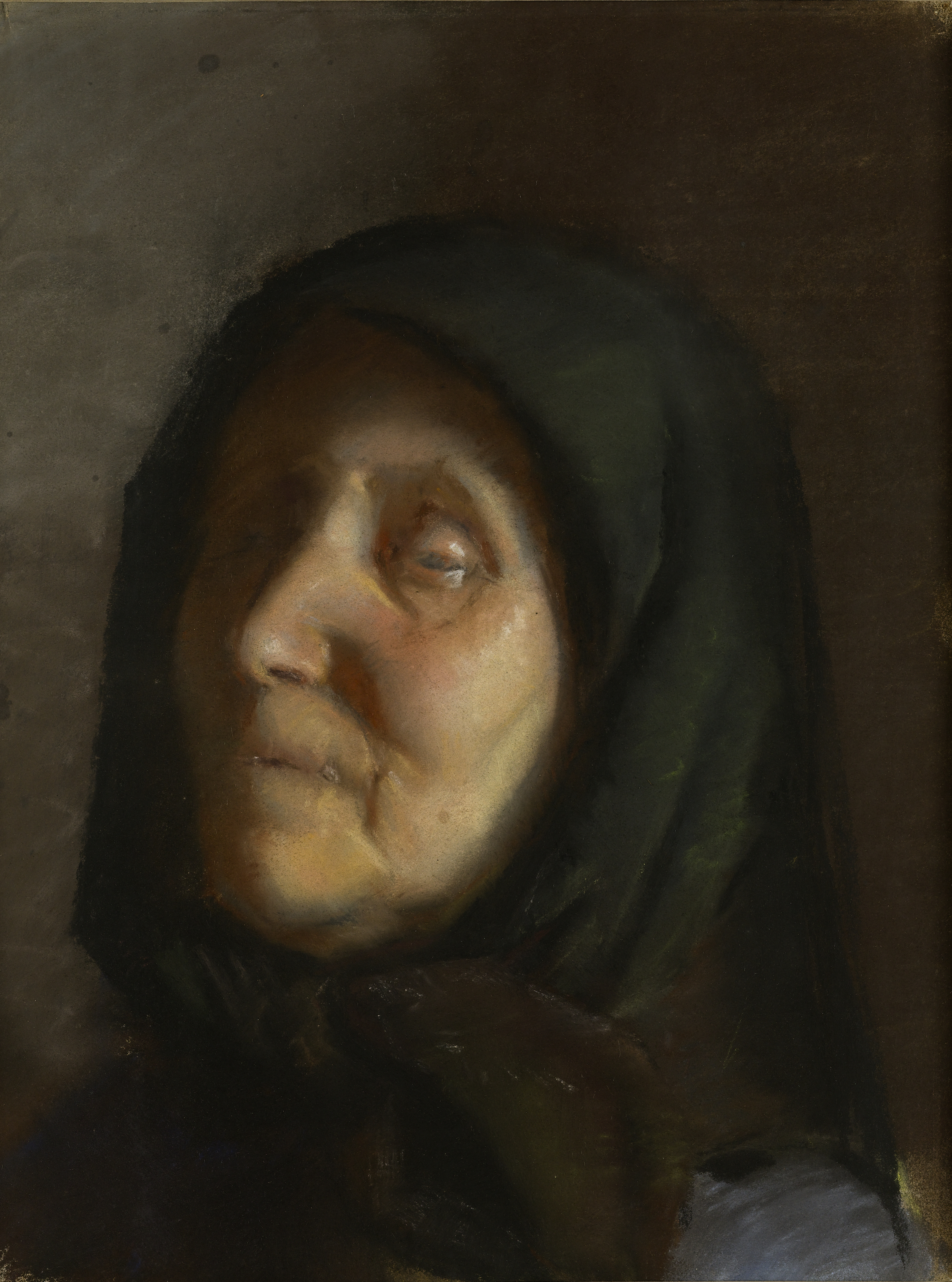
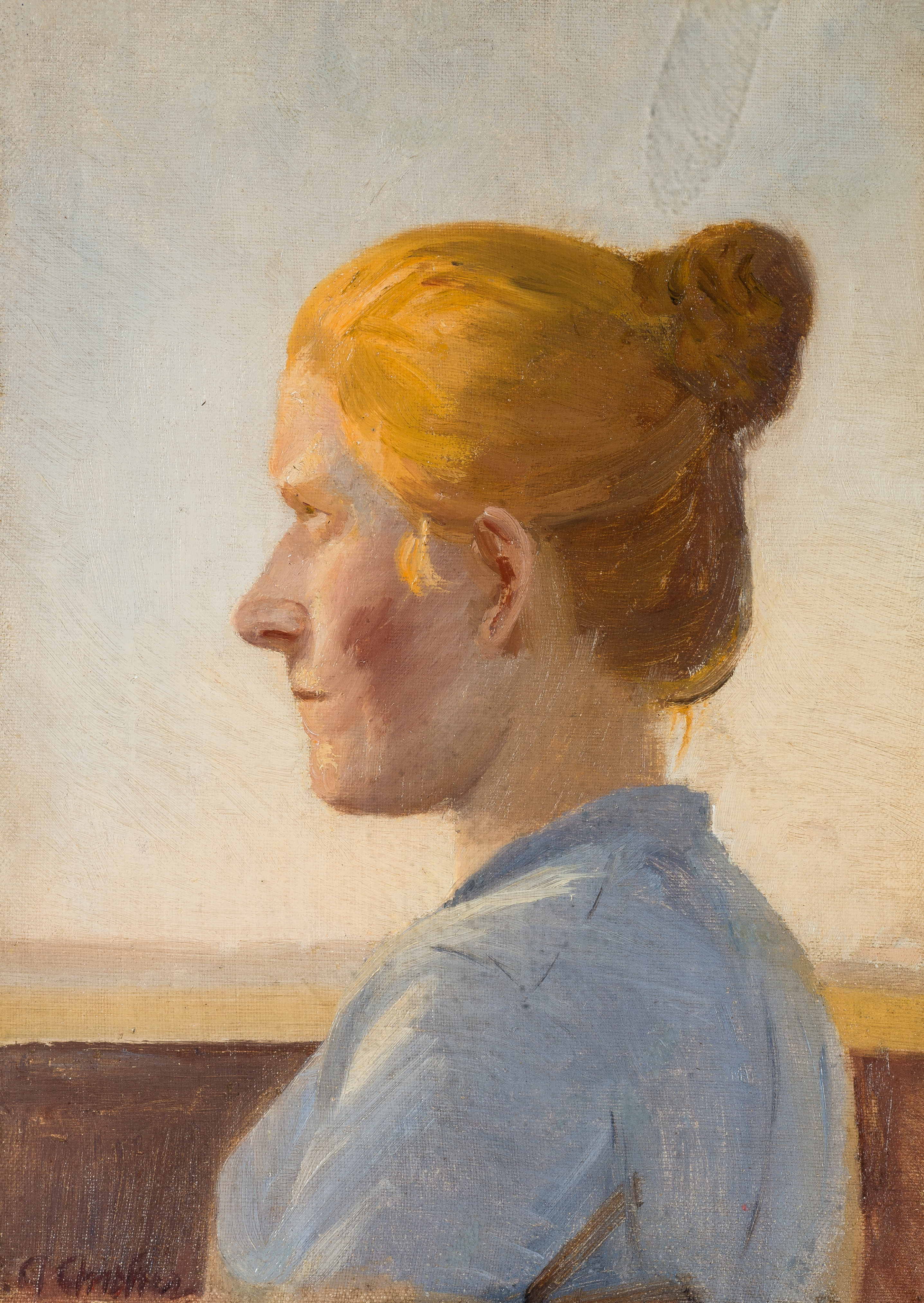
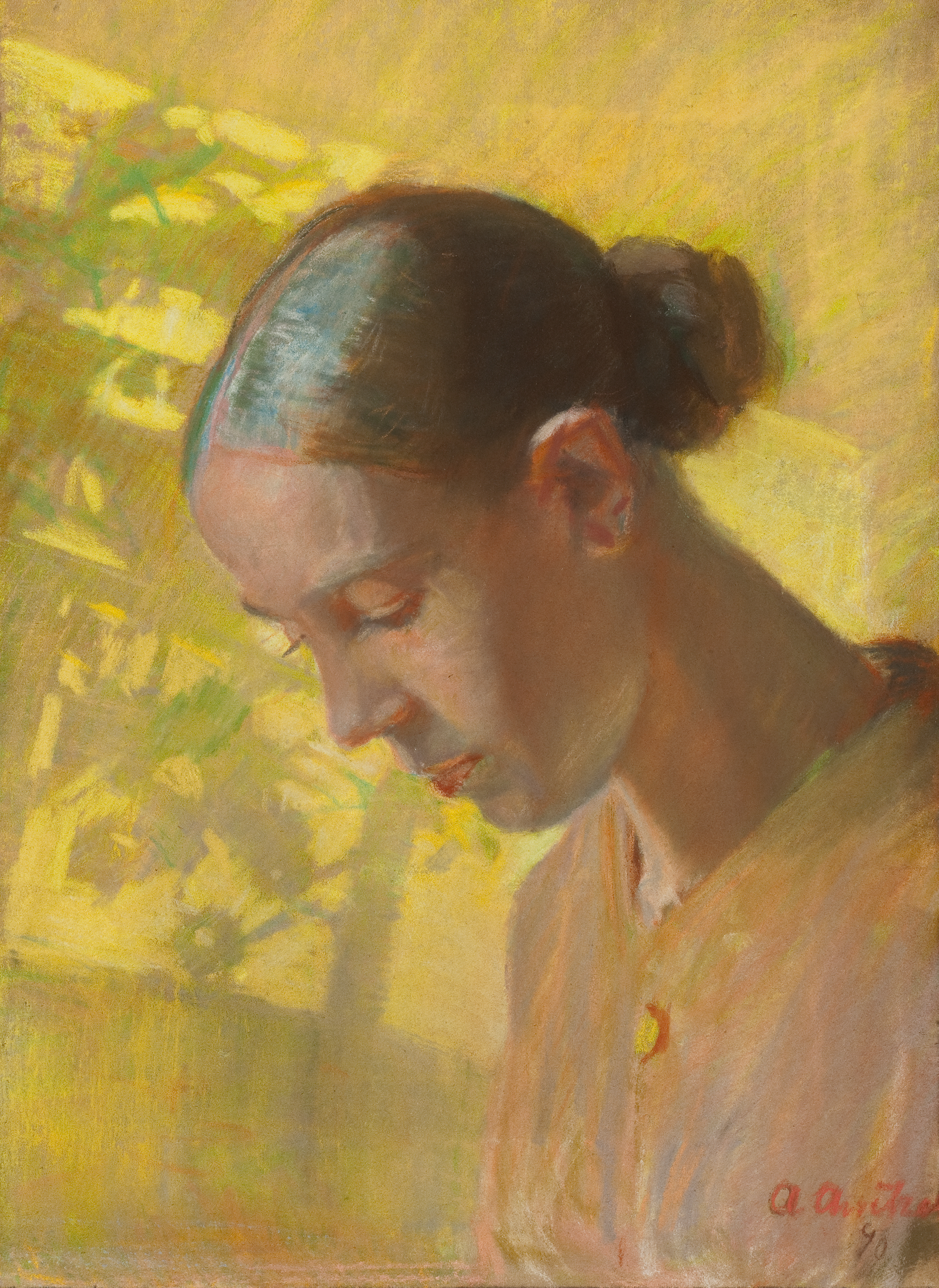
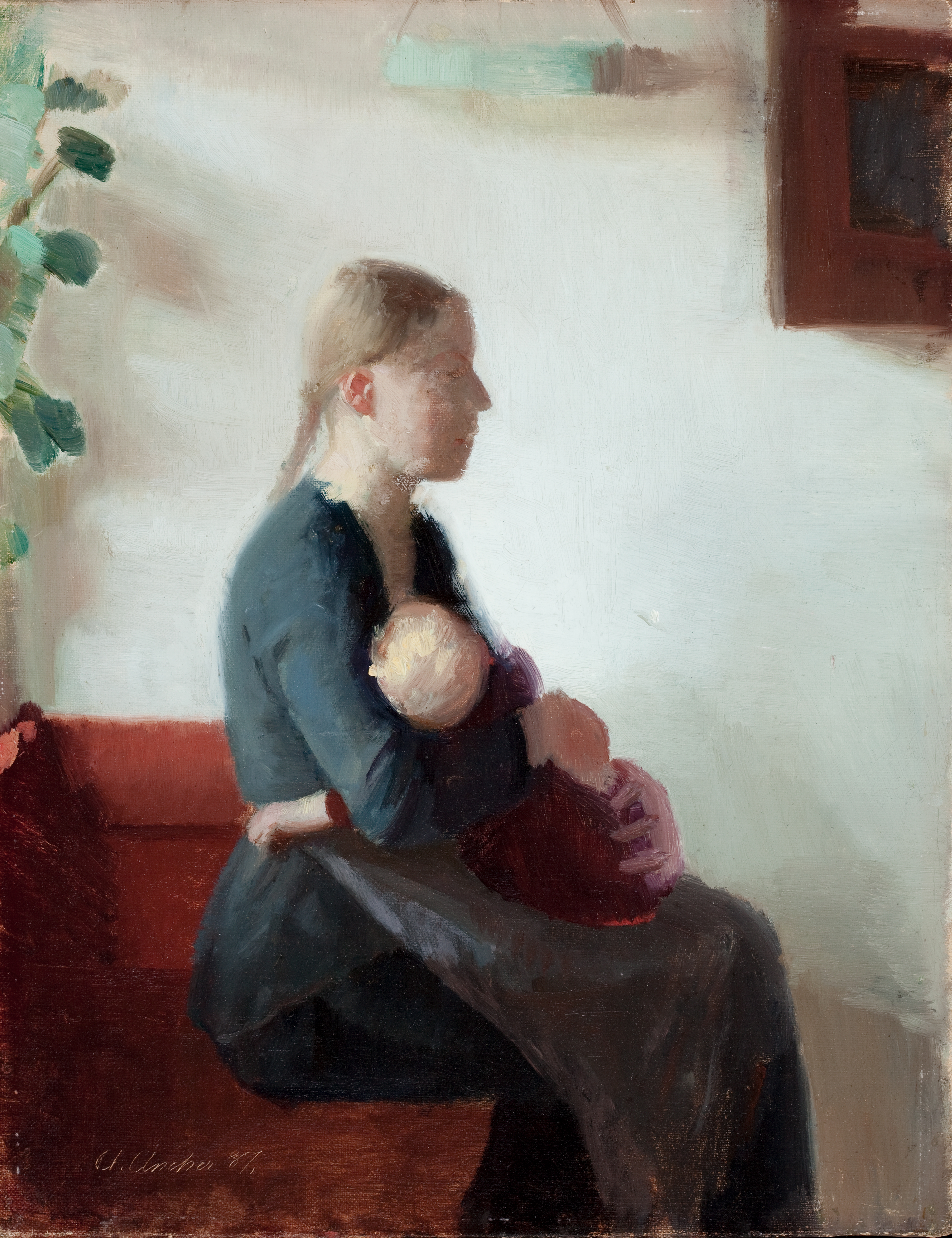

لوحات فنية
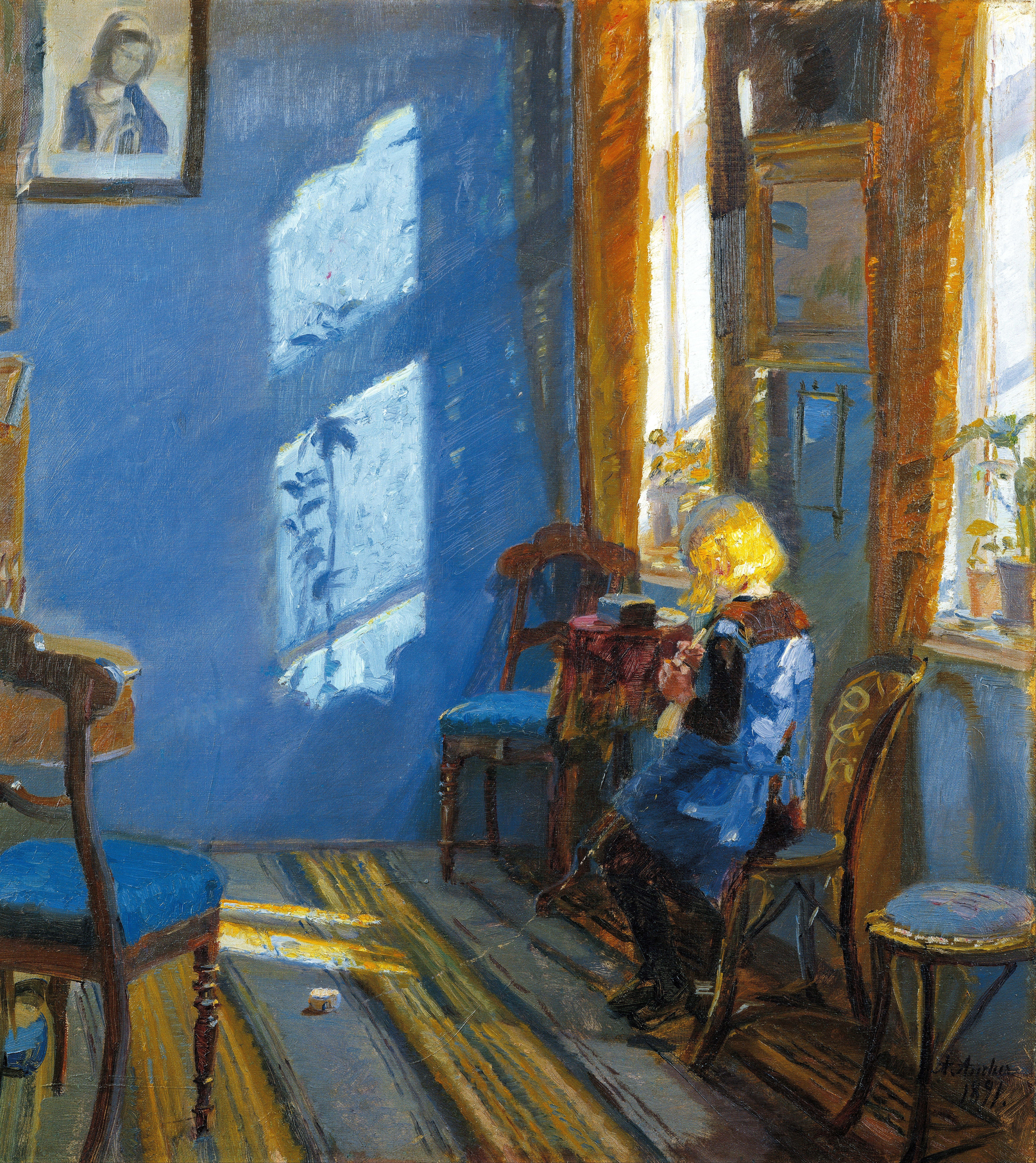
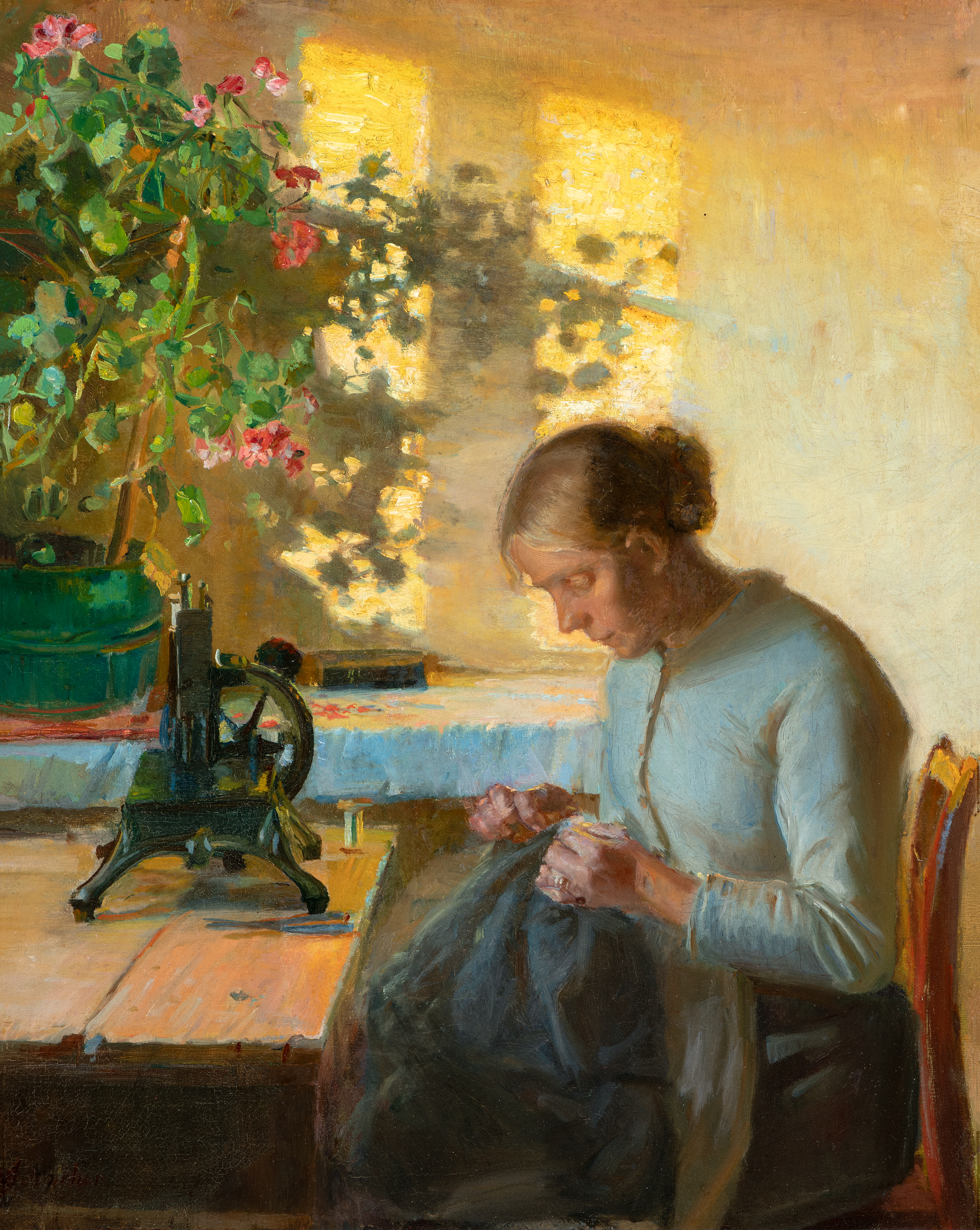
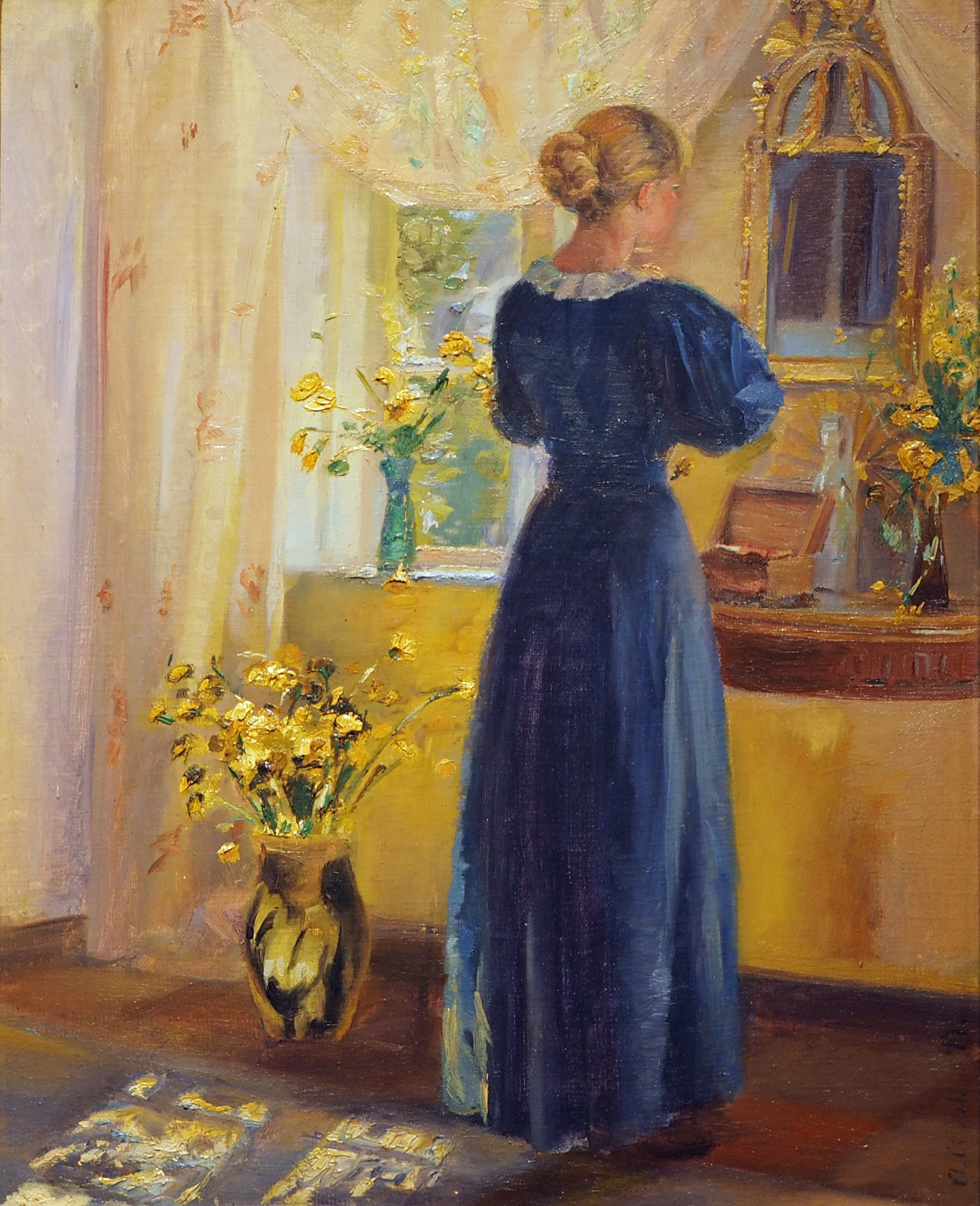
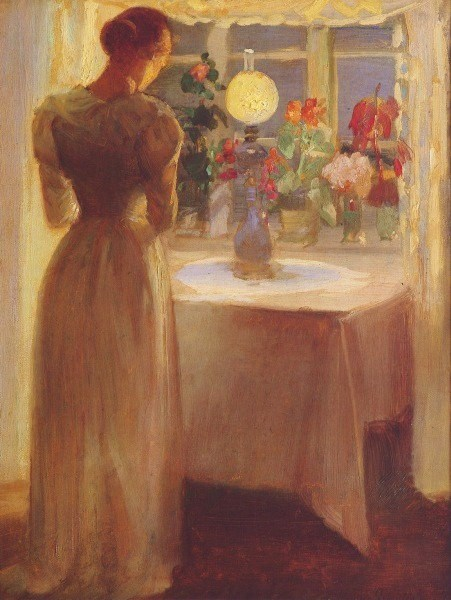
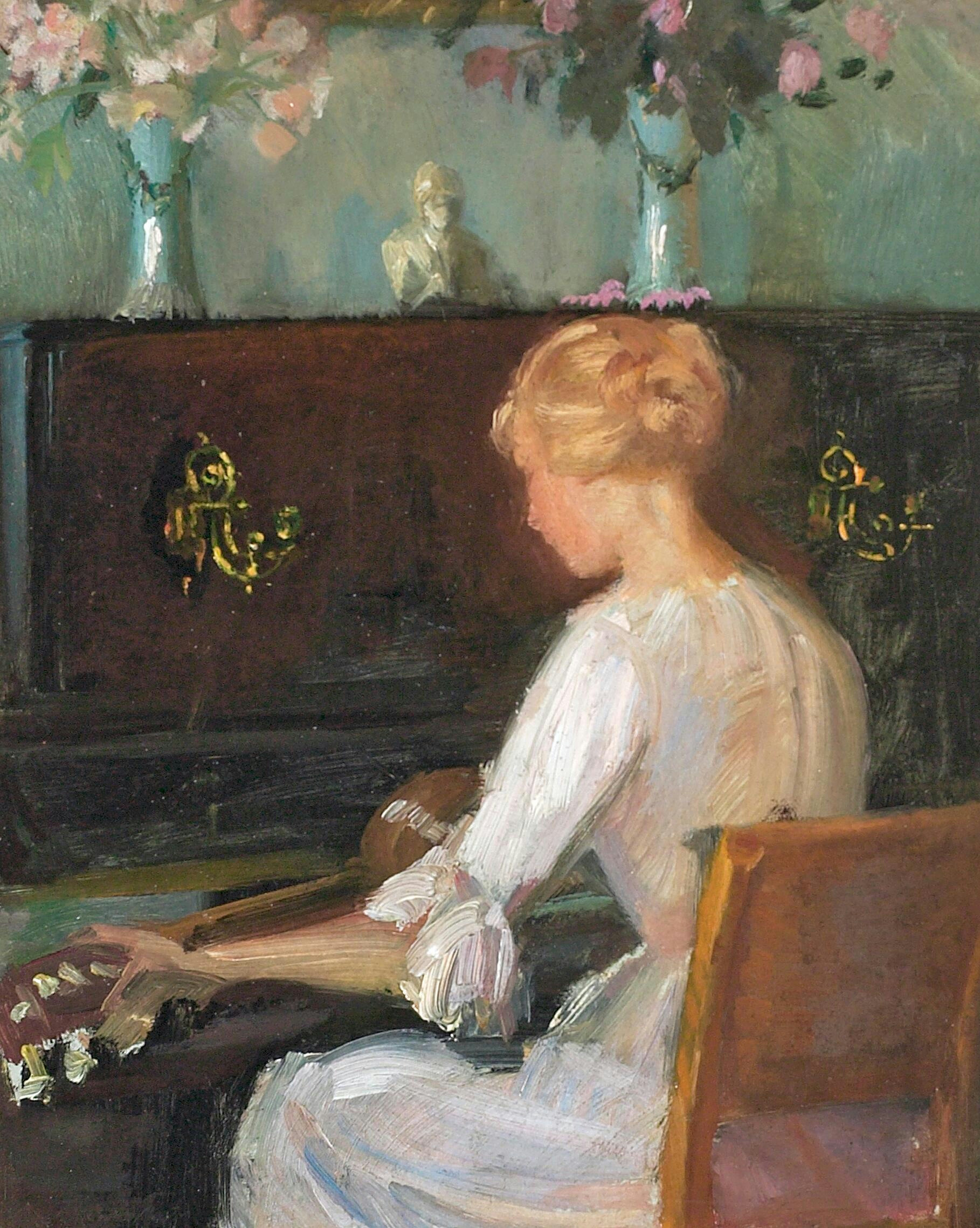
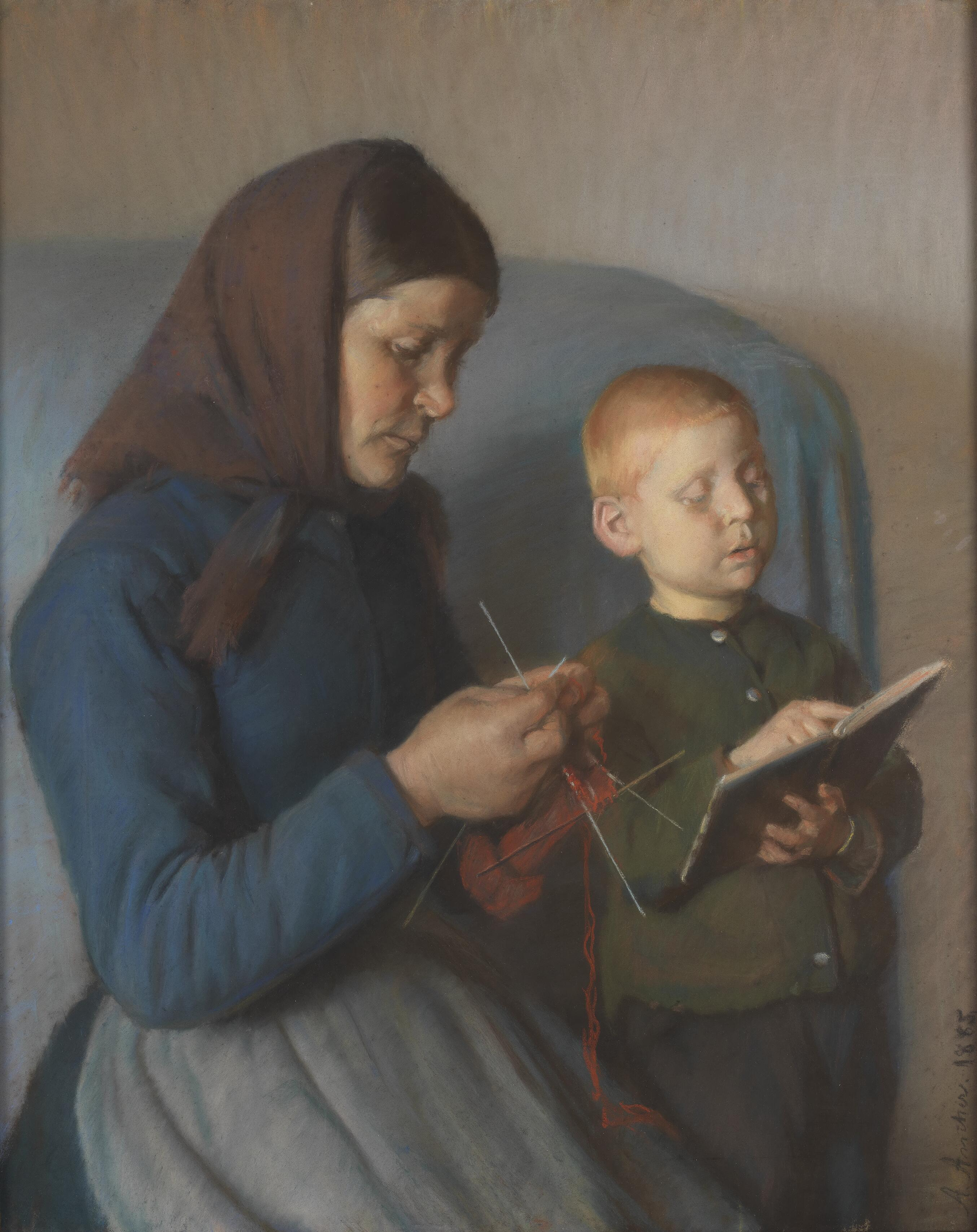
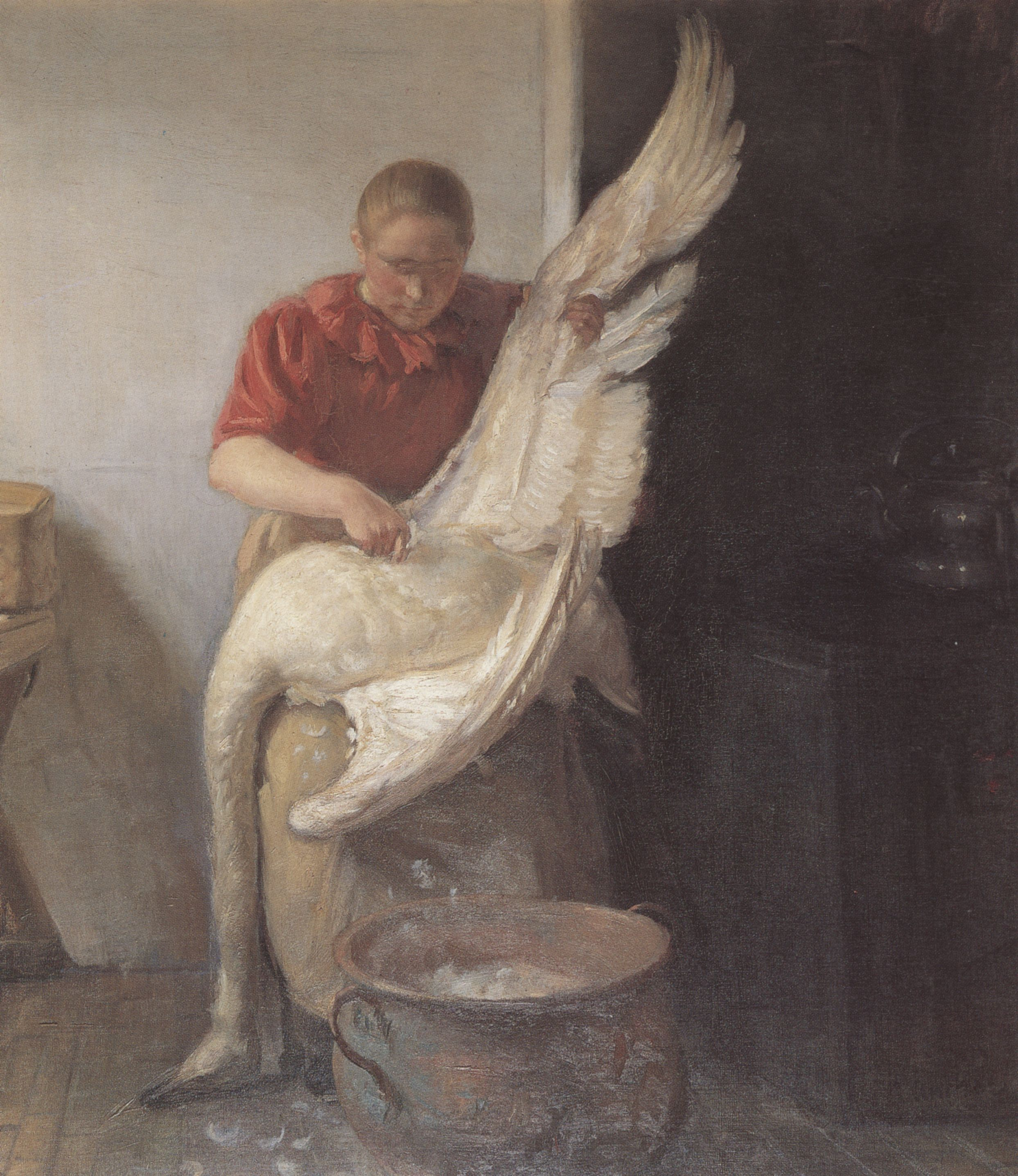
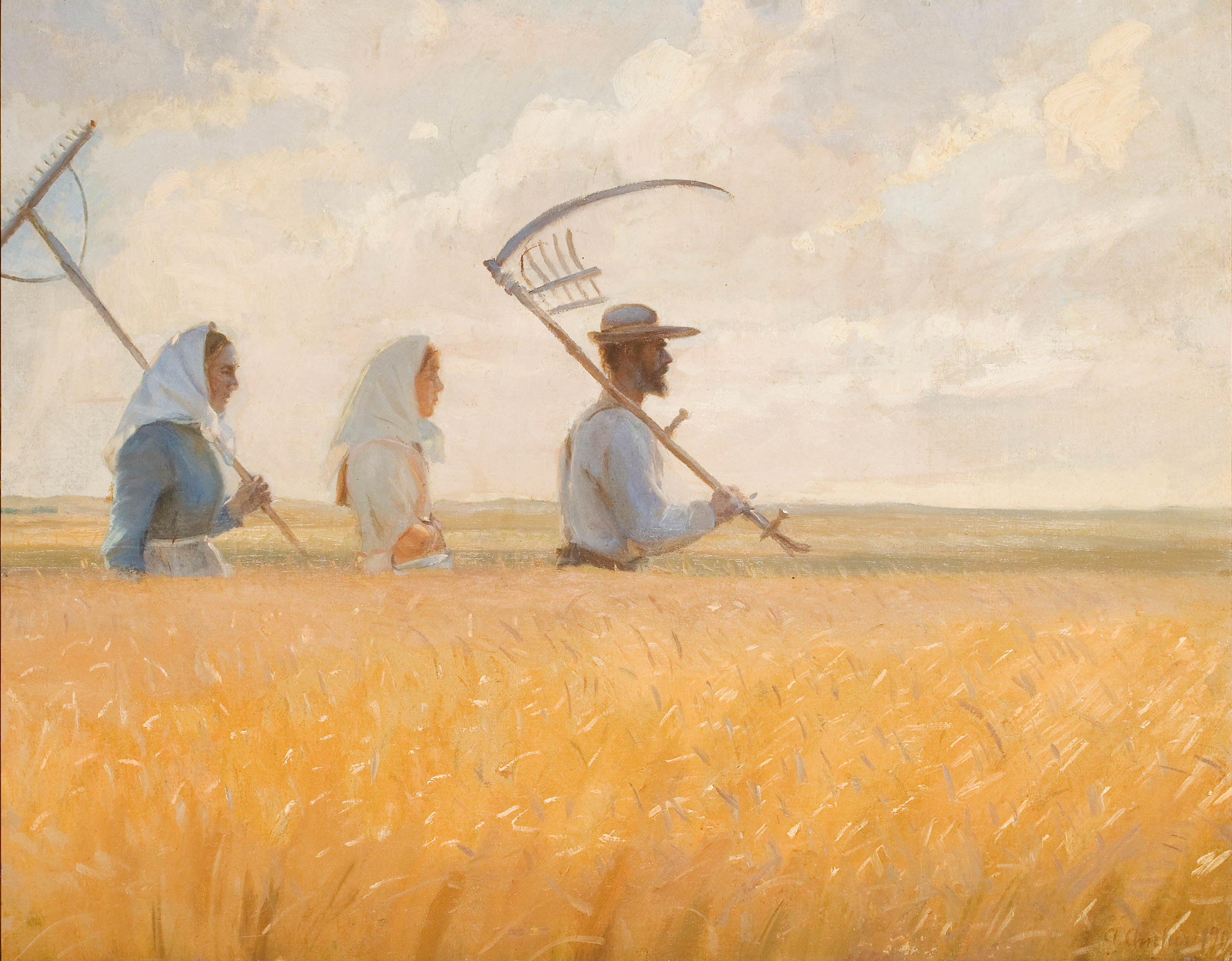
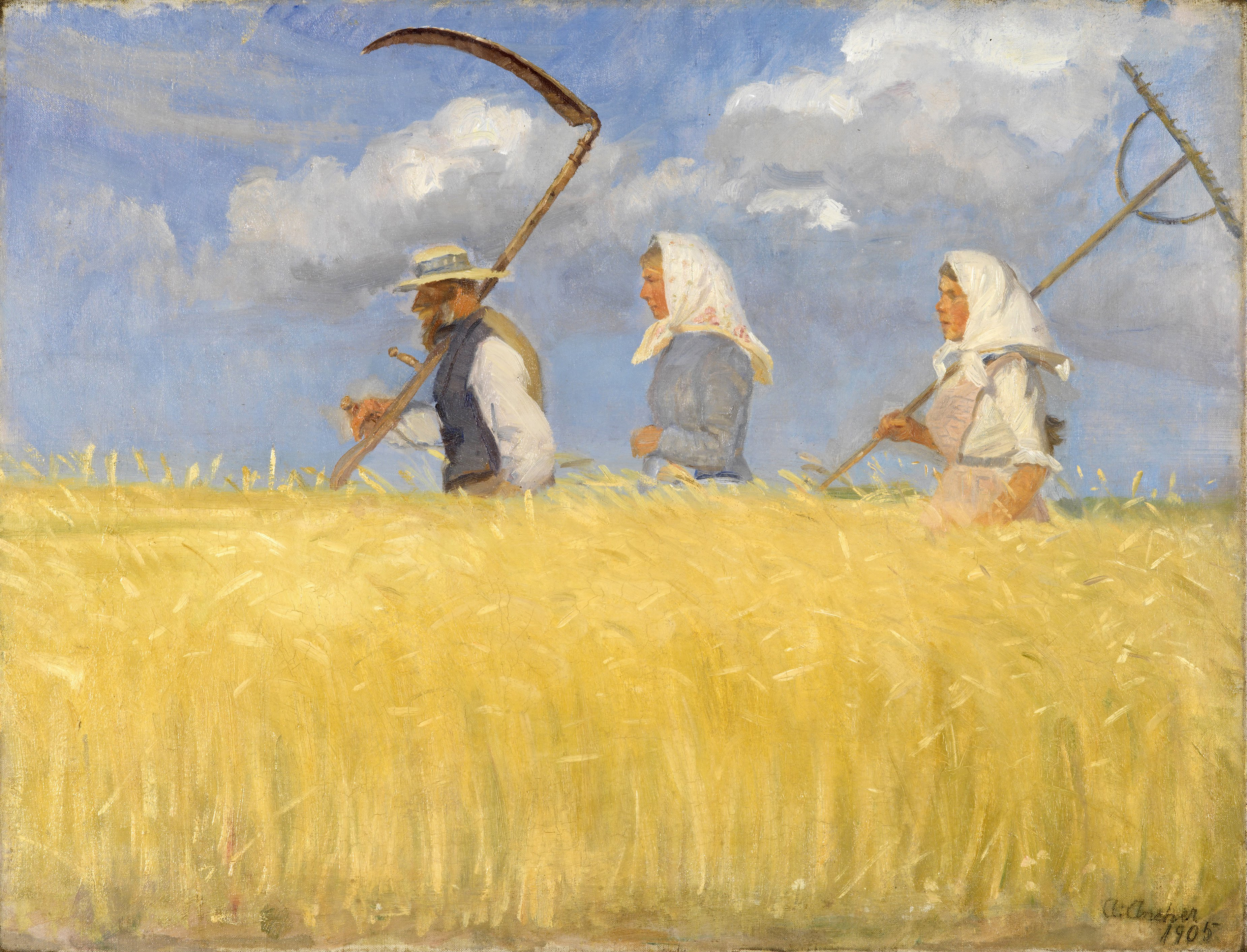
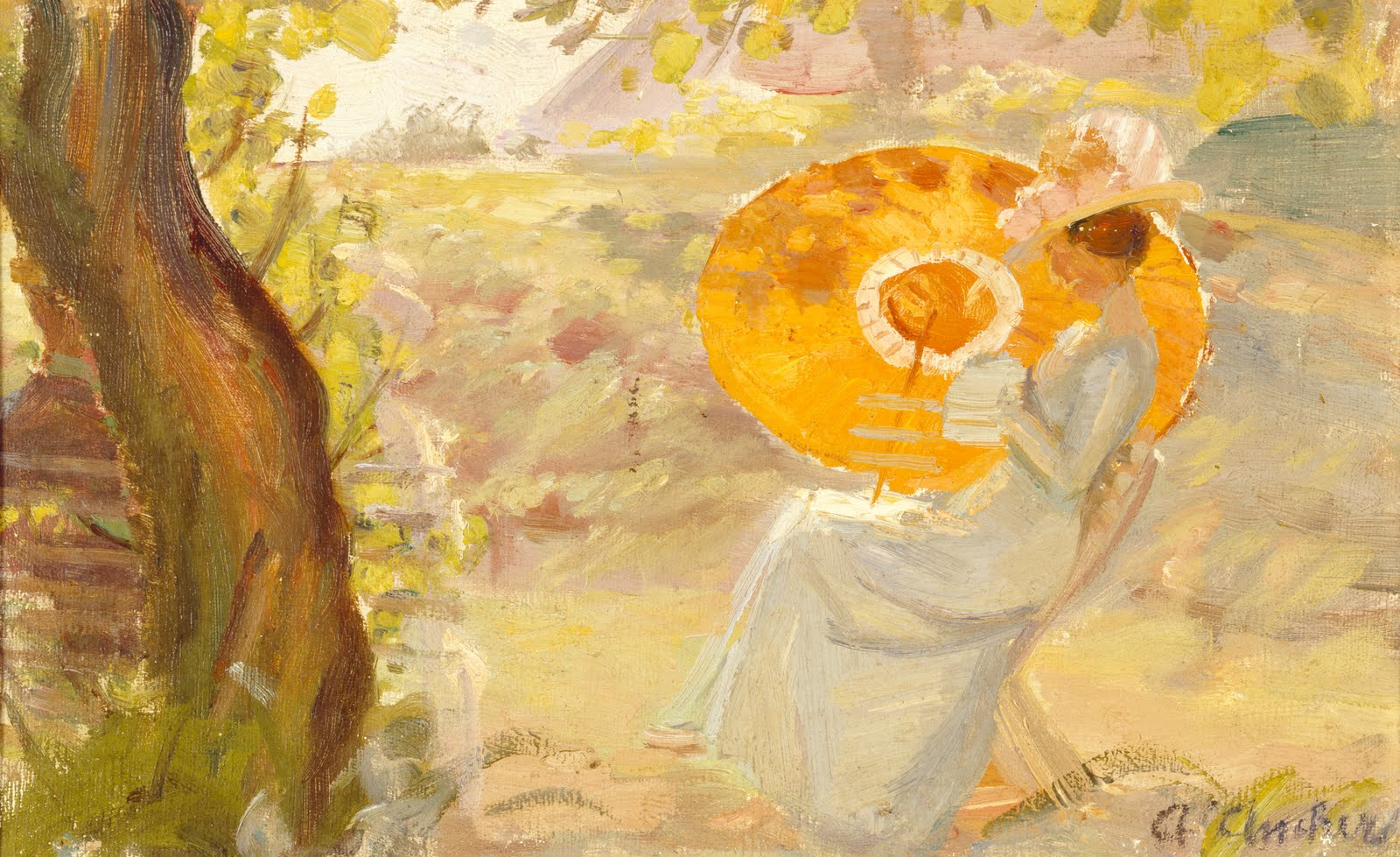
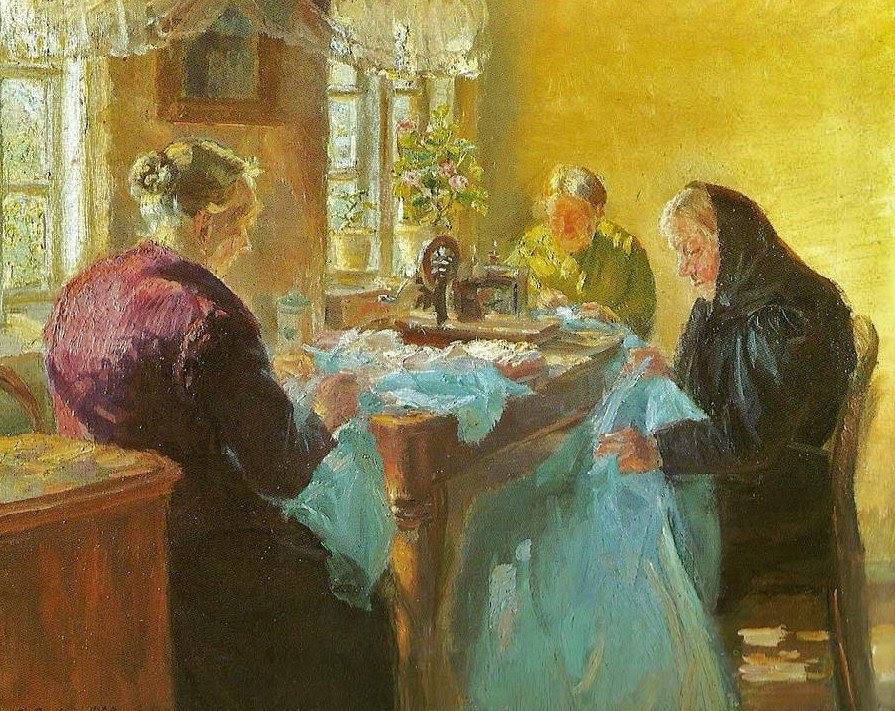
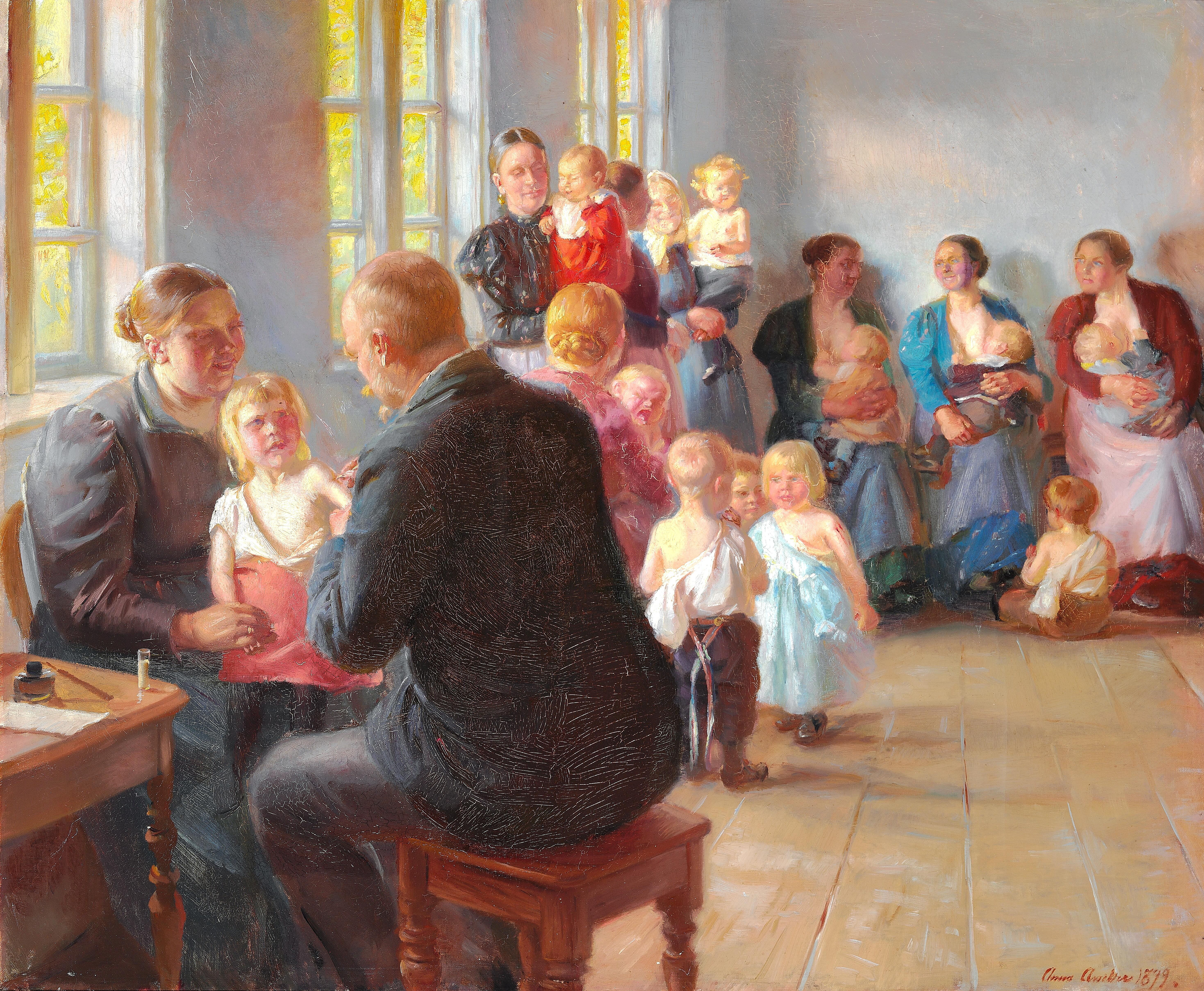
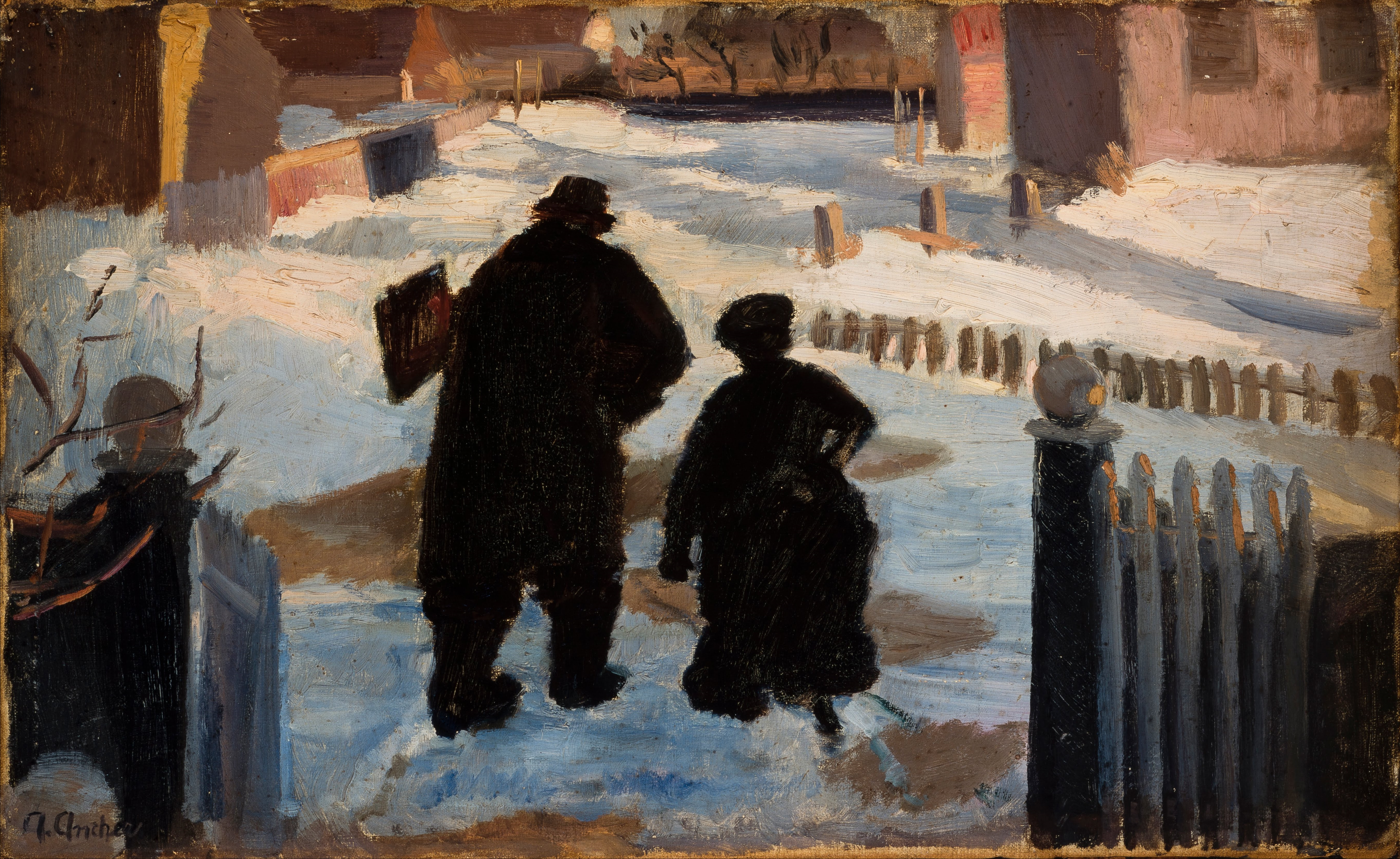
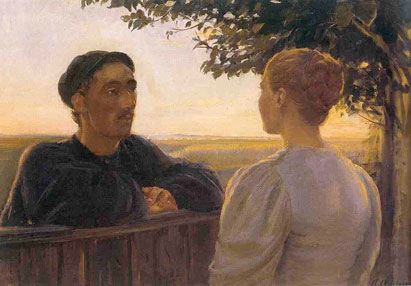